# Zeitleiste der Erkundung des Weltraums
Dies ist eine Zeitleiste der Erkundung des Weltraums, geordnet nach Startdatum des Raumschiffs beziehungsweise der Raumsonde. Sie enthält:
- Alle Raumfahrzeuge, die den Erdorbit mit dem Ziel der Erforschung des Sonnensystems verlassen haben, eingeschlossen Raumfahrzeuge, welche zum Mond geflogen sind.
- Eine gewisse Zahl wegweisender oder besonders hervorzuhebender Raumfahrzeuge, die den Erdorbit nicht verließen (z. B. Weltraumteleskope).
- Erstflüge bemannter Raumschiffe (bezieht sich auf den ersten bemannten Flug).
- Alle Raumstationen, bei modularen Stationen das erste Modul.

Sie enthält nicht:
- Den Großteil an Satelliten im Erdorbit.
- Raumfahrzeuge, welche vor Verlassen des Erdorbits verunglückt sind.

Die eingetragenen Daten sind Startzeitpunkte, die beschriebenen Leistungen der Raumfahrzeuge können zu deutlich späteren Zeitpunkten stattgefunden haben. So erreichte zum Beispiel die Raumsonde New Horizons, welche am 19. Januar 2006 gestartet wurde, ihr erstes Ziel Pluto erst 2015.

## 1940er
1944

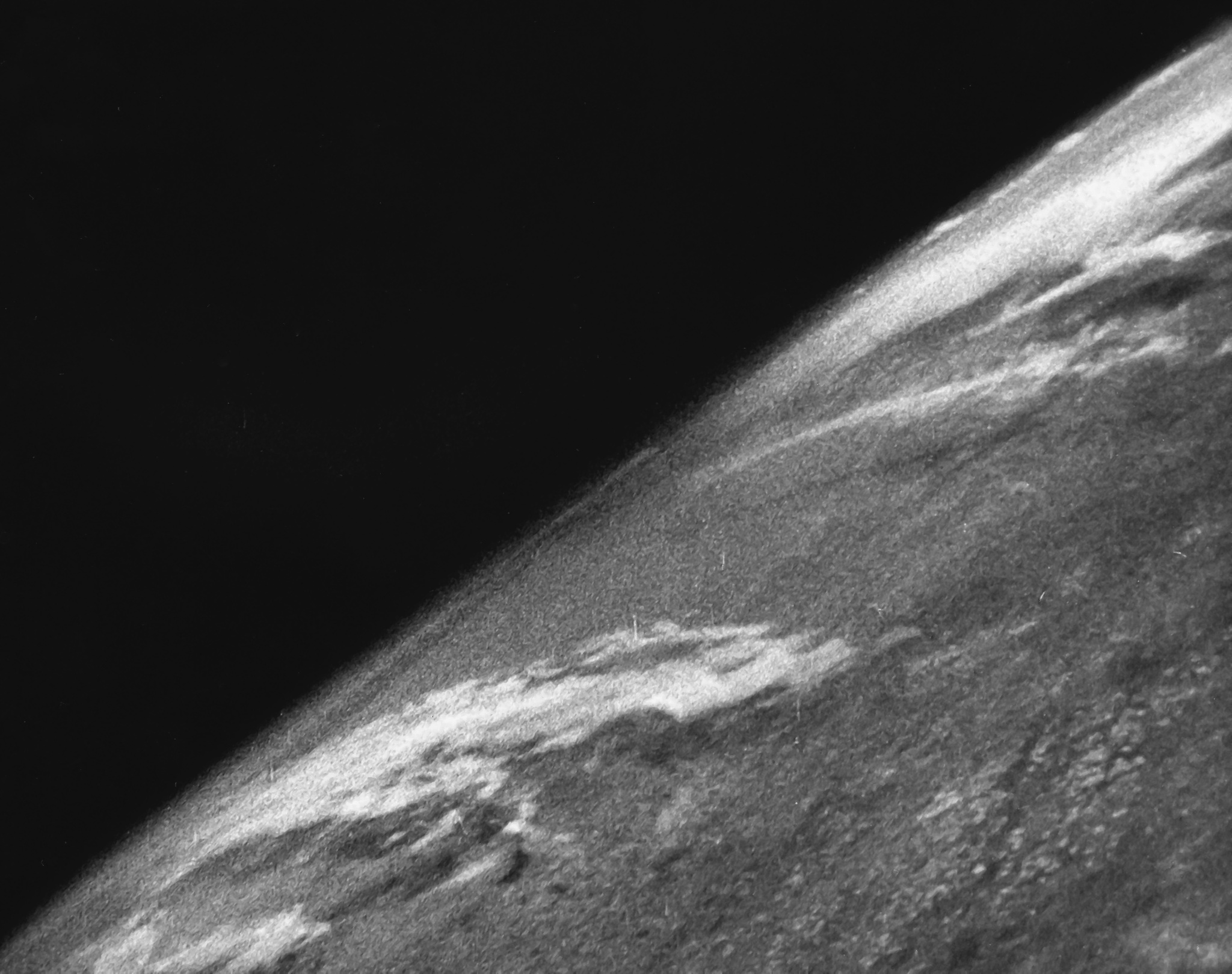
Erstes Foto aus dem Weltraum, aus ca. 105 km Höhe von einer modifizierten White-Sands-A4 aufgenommen, 24. Oktober 1946

- Aggregat 4 MW 18014 – 1944 – erstes künstliches Objekt, das nach heutiger Definition die Grenze zum Weltraum überschreitet

1946
- V-2 No. 7, 8, 9, 12, 17 – 9. Juli bis 17. Dezember 1946 – erste biologische Experimente im Weltraum mit Pflanzensamen und Pilzsporen[1]

1946
- V-2 No. 13 – 24. Oktober 1946 – erste Fotografie der Erde aus dem All

1947
- V-2 No. 20 – 20. Februar 1947 – erste Tiere im Weltraum: überlebende Fruchtfliegen[2]

1949
- V-2 No. 47 – 14. Juni 1949 – erstes Säugetier im Weltraum, der Rhesusaffe Albert II

## 1950er
1957

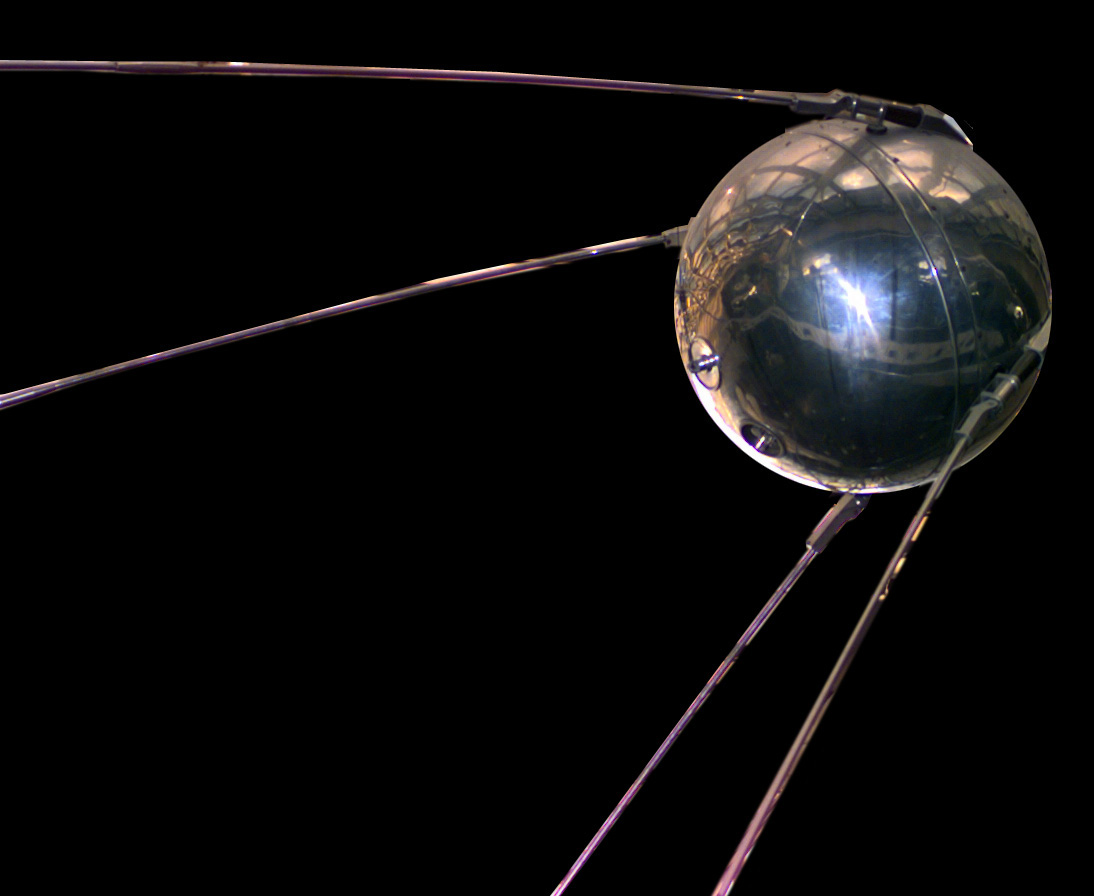
Sputnik 1 – erster künstlicher Erdtrabant

- Sputnik 1 – 4. Oktober 1957 – erster künstlicher Erdtrabant
- Sputnik 2 – 3. November 1957 – erstes Lebewesen in einer Erdumlaufbahn, der Hund Laika

1958
- Explorer 1 – 1. Februar 1958 – Erdtrabant; erster amerikanischer Satellit, entdeckte den Van-Allen-Gürtel
- Vanguard 1 – 17. März 1958 – Erdtrabant; ältester Satellit, der sich immer noch im Orbit befindet
- Sputnik 3 – 15. Mai 1958 – Erdtrabant; erster Großsatellit mit vielen Messfunktionen

1959
- Luna 1 – 2. Januar 1959 – erster Vorbeiflug am Mond (Ziel: Aufschlag auf dem Mond)
- Pioneer 4 – 3. März 1959 – Vorbeiflug am Mond
- Luna 2 – 12. September 1959 – erster Aufschlag auf dem Mond
- Luna 3 – 4. Oktober 1959 – Vorbeiflug am Mond; erstes Swing-by, erste Fotografien der erdabgewandten Seite des Mondes

## 1960er
1960

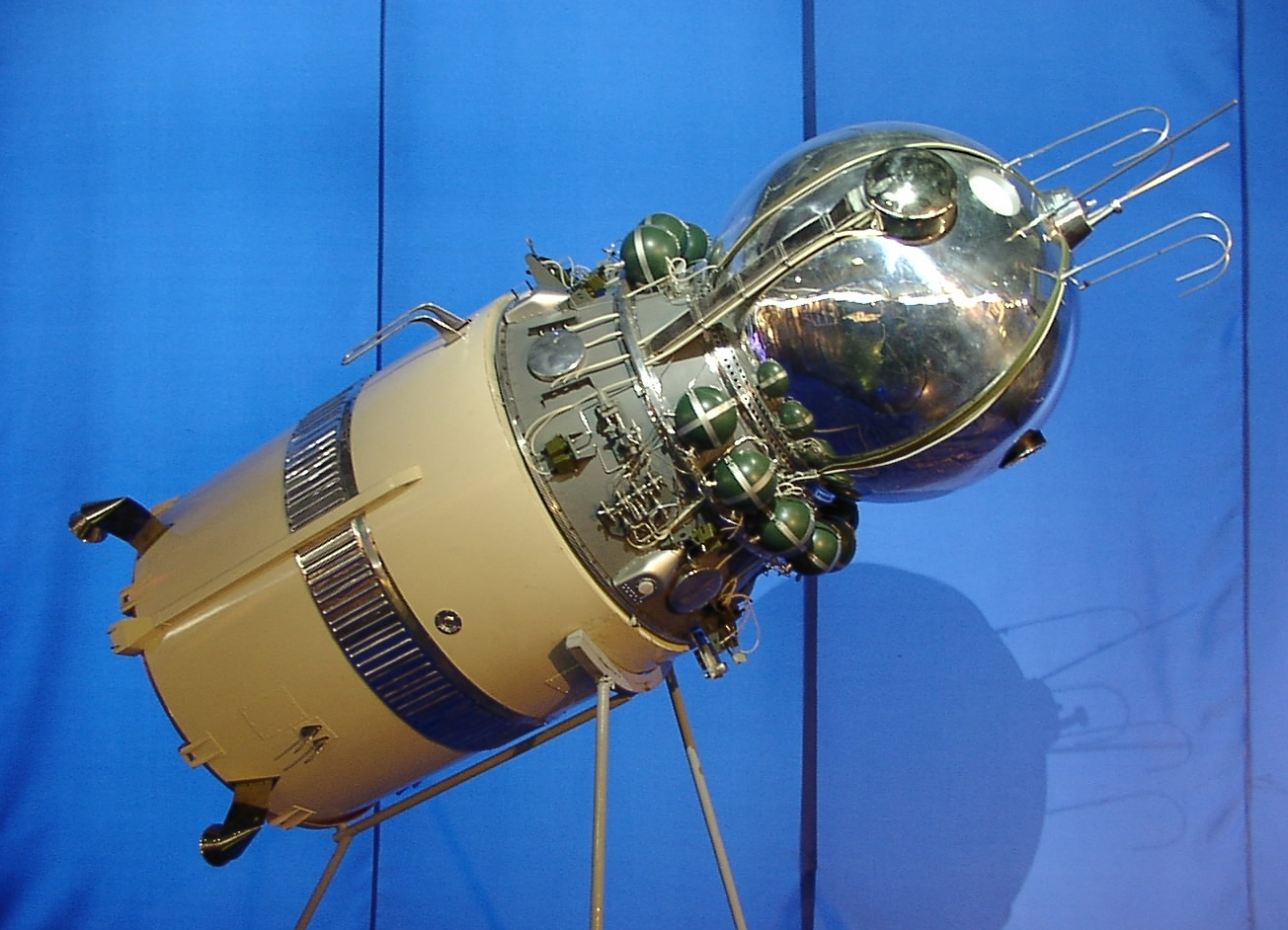
Wostok 1 – erstes bemanntes Raumschiff

- Pioneer 5 – 11. März 1960 – Erforschung des interplanetaren Raumes
- Sputnik 5 – 20. August 1960 – erste sichere Rückkehr auf die Erde nach einem Orbitalflug, u. a. von zwei Hunden (Belka und Strelka)

1961
- Venera 1 – 12. Februar 1961 – erster Vorbeiflug an der Venus (Kontaktverlust vor dem Vorbeiflug)
- Wostok 1 – 12. April 1961 – erstes bemanntes Raumschiff und erster bemannter Orbitalflug

1962

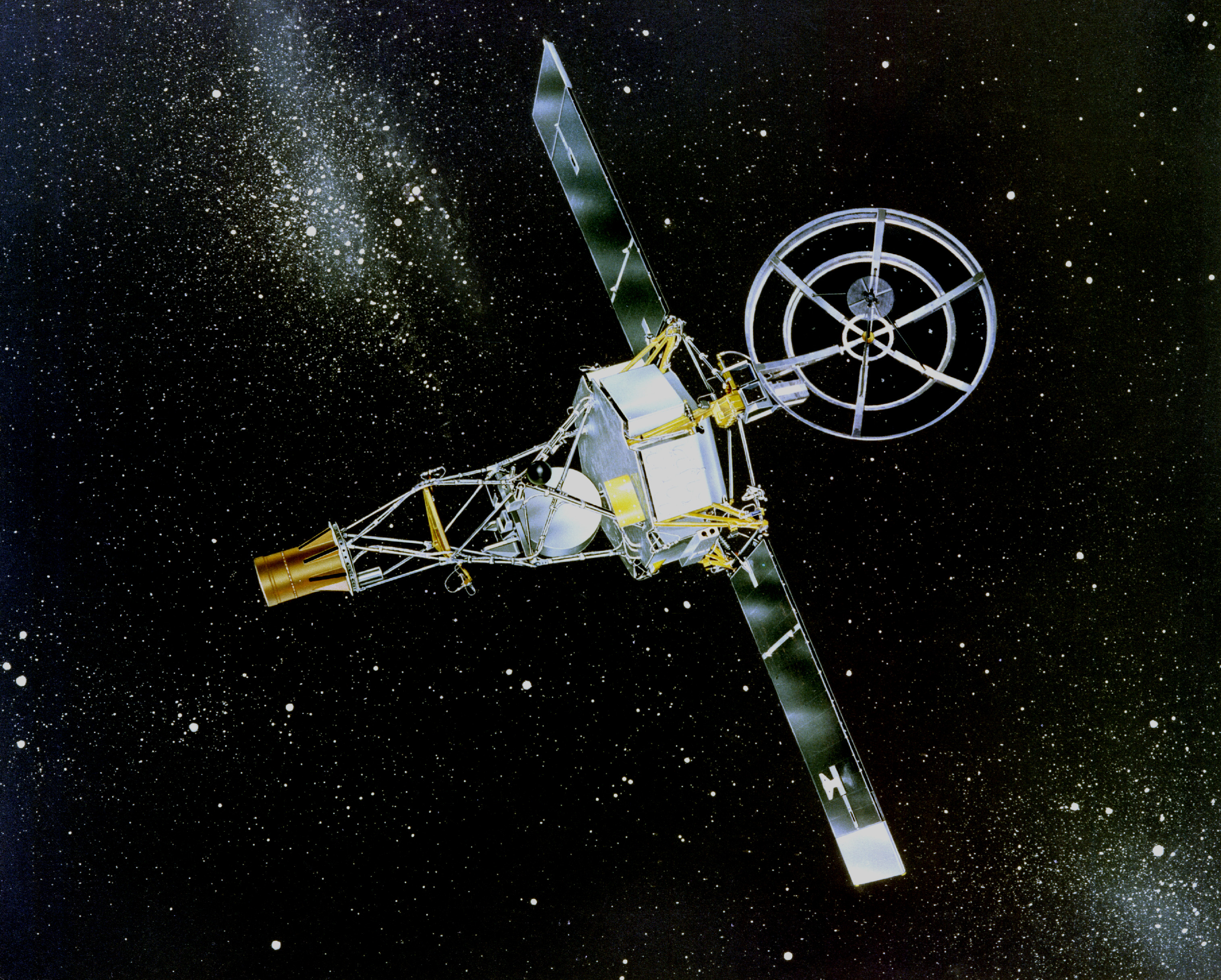
Mariner 2 – erster Vorbeiflug an der Venus

- Ranger 3 – 26. Januar 1962 – versuchter Aufschlag auf dem Mond (verfehlte den Mond)
- Mercury-Atlas 6 – 20. Februar 1962 – erster bemannter Orbitalflug des Mercury-Raumschiffs
- Ranger 4 – 23. April 1962 – Aufschlag auf dem Mond (traf die erdabgewandte Seite und sendete keine Daten)
- Mariner 2 – 27. August 1962 – Vorbeiflug an der Venus mit Funkkontakt und Datenübertragung, erste erfolgreiche Planetenmission
- Ranger 5 – 18. Oktober 1962 – versuchter Aufschlag auf dem Mond (verfehlte den Mond)
- Mars 1 – 1. November 1962 – erster Vorbeiflug am Mars (Kontaktverlust vor dem Vorbeiflug)

1963
- Luna 4 – 2. April 1963 – versuchte Mondlandung (verfehlte den Mond)

1964

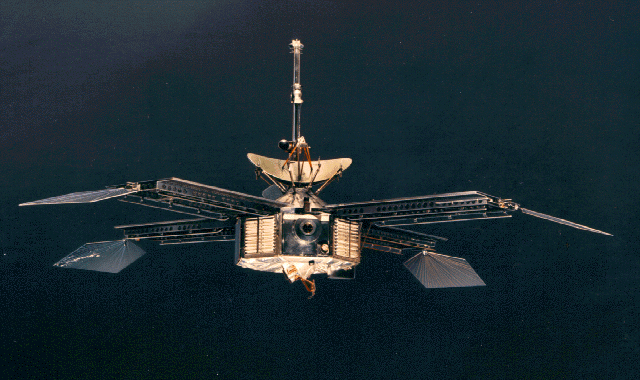
Mariner 4 – erster Vorbeiflug am Mars

- Ranger 6 – 30. Januar 1964 – Aufschlag auf dem Mond (Kamerafehlfunktion)
- Zond 1 – 2. April 1964 – Vorbeiflug an der Venus (Kontaktverlust)
- Ranger 7 – 28. Juli 1964 – Aufschlag auf dem Mond
- Woschod 1 – 12. Oktober 1964 – Erstflug des Woschod-Raumschiffs
- Mariner 4 – 28. November 1964 – erste erfolgreiche Marsmission, Vorbeiflug am Mars
- Zond 2 – 30. November 1964 – Vorbeiflug am Mars (Kontaktverlust)

1965
- Ranger 8 – 17. Februar 1965 – Aufschlag auf dem Mond
- Woschod 2 – 18. März 1965 – erster Außenbordeinsatz („Weltraumspaziergang“)
- Ranger 9 – 21. März 1965 – Aufschlag auf dem Mond
- Gemini 3 – 23. März 1965 – Erstflug des Gemini-Raumschiffs
- Luna 5 – 9. Mai 1965 – Aufschlag auf dem Mond (Ziel: Landung)
- Luna 6 – 8. Juni 1965 – geplante Mondlandung (verfehlte den Mond)
- Zond 3 – 18. Juli 1965 – Vorbeiflug am Mond
- Luna 7 – 4. Oktober 1965 – Aufschlag auf dem Mond (Ziel: Landung)
- Venera 2 – 12. November 1965 – Vorbeiflug an der Venus (Kontaktverlust, Ziel war vermutlich ein Aufschlag)
- Venera 3 – 16. November 1965 – Venuslandung (Kontaktverlust); erster Bodenkontakt auf einem anderen Planeten, erster Aufschlag auf der Venus
- Luna 8 – 3. Dezember 1965 – Aufschlag auf dem Mond (Ziel: Landung)
- Pioneer 6 – 16. Dezember 1965 – Beobachtung des Weltraumwetters aus einer Sonnenumlaufbahn

1966

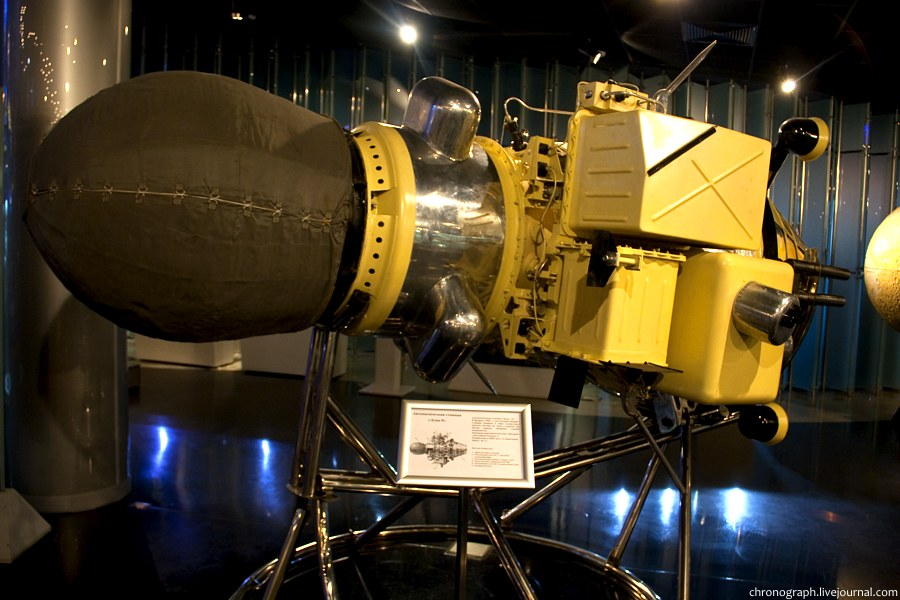
Luna 9 – erste Mondlandung

- Luna 9 – 31. Januar 1966 – erste Mondlandung
- Luna 10 – 31. März 1966 – erster Mondorbiter
- Surveyor 1 – 30. Mai 1966 – Mondlander der Surveyor-Mondsonden
- Explorer 33 – 1. Juli 1966 – geplanter Mondorbiter (verfehlte den Mondorbit)
- Lunar Orbiter 1 – 10. August 1966 – Mondorbiter
- Pioneer 7 – 17. August 1966 – Beobachtung des Weltraumwetters aus einer Sonnenumlaufbahn, Untersuchung des Halleyschen Kometen
- Luna 11 – 24. August 1966 – Mondorbiter
- Surveyor 2 – 20. September 1966 – geplante Mondlandung (Aufschlag auf dem Mond)
- Luna 12 – 22. Oktober 1966 – Mondorbiter
- Lunar Orbiter 2 – 6. November 1966 – Mondorbiter
- Luna 13 – 21. Dezember 1966 – Mondlandung

1967

Zond 5 – erster Vorbeiflug am Mond mit Rückkehr zur Erde

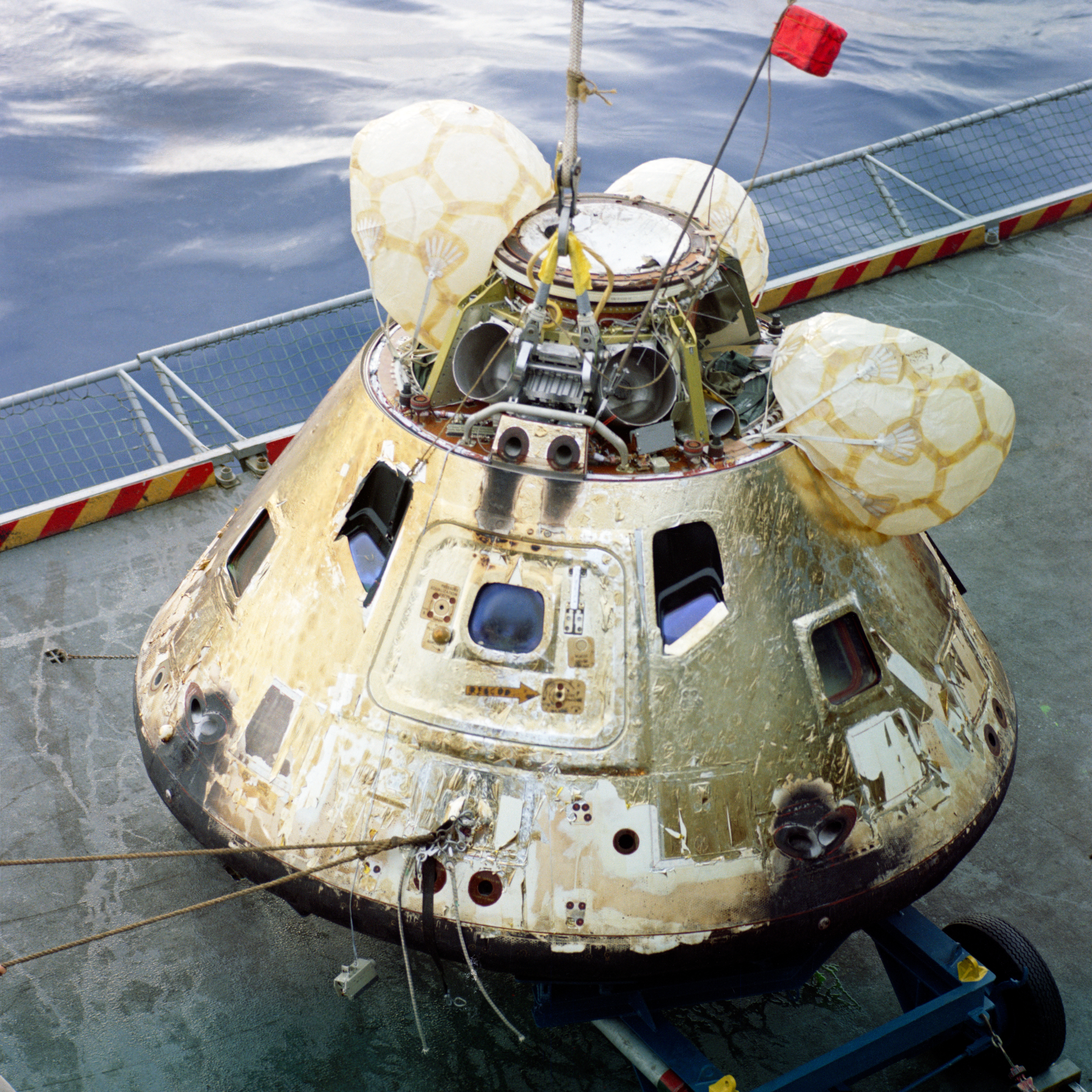
Apollo 8 – erster bemannter Mondorbiter

- Lunar Orbiter 3 – 4. Februar 1967 – Mondorbiter
- Surveyor 3 – 17. April 1967 – Mondlander
- Sojus 1 – 23. April 1967 – Erstflug des Sojus-Raumschiffs
- Lunar Orbiter 4 – 8. Mai 1967 – Mondorbiter
- Venera 4 – 12. Juni 1967 – erste atmosphärische Venussonde
- Mariner 5 – 14. Juni 1967 – Vorbeiflug an der Venus
- Surveyor 4 – 14. Juli 1967 – Versuchte Mondlandung (Aufschlag auf dem Mond)
- Explorer 35 (IMP-E) – 19. Juli 1967 – Mondorbiter
- Lunar Orbiter 5 – 1. August 1967 – Mondorbiter
- Surveyor 5 – 8. September 1967 – Mondlandung
- Surveyor 6 – 7. November 1967 – Mondlandung
- Pioneer 8 – 13. Dezember 1967 – Beobachtung des Weltraumwetters aus einer Sonnenumlaufbahn

1968
- Surveyor 7 – 7. Januar 1968 – Mondlandung
- Zond 4 – 2. März 1968 – Testflug
- Luna 14 – 7. April 1968 – Mondorbiter
- Zond 5 – 15. September 1968 – erster Vorbeiflug am Mond mit Rückkehr zur Erde
- Apollo 7 – 11. Oktober 1968 – erster bemannter Flug des Apollo-Raumschiffs
- Pioneer 9 – 8. November 1968 – Beobachtung des Weltraumwetters aus einer Sonnenumlaufbahn
- Orbiting Astronomical Observatory 2 („Stargazer“) – 7. Dezember 1968 – erstes Weltraumteleskop (UV-Strahlung)
- Zond 6 – 10. November 1968 – Vorbeiflug am Mond mit Rückkehr zur Erde
- Apollo 8 – 21. Dezember 1968 – erster bemannter Mondorbiter

1969

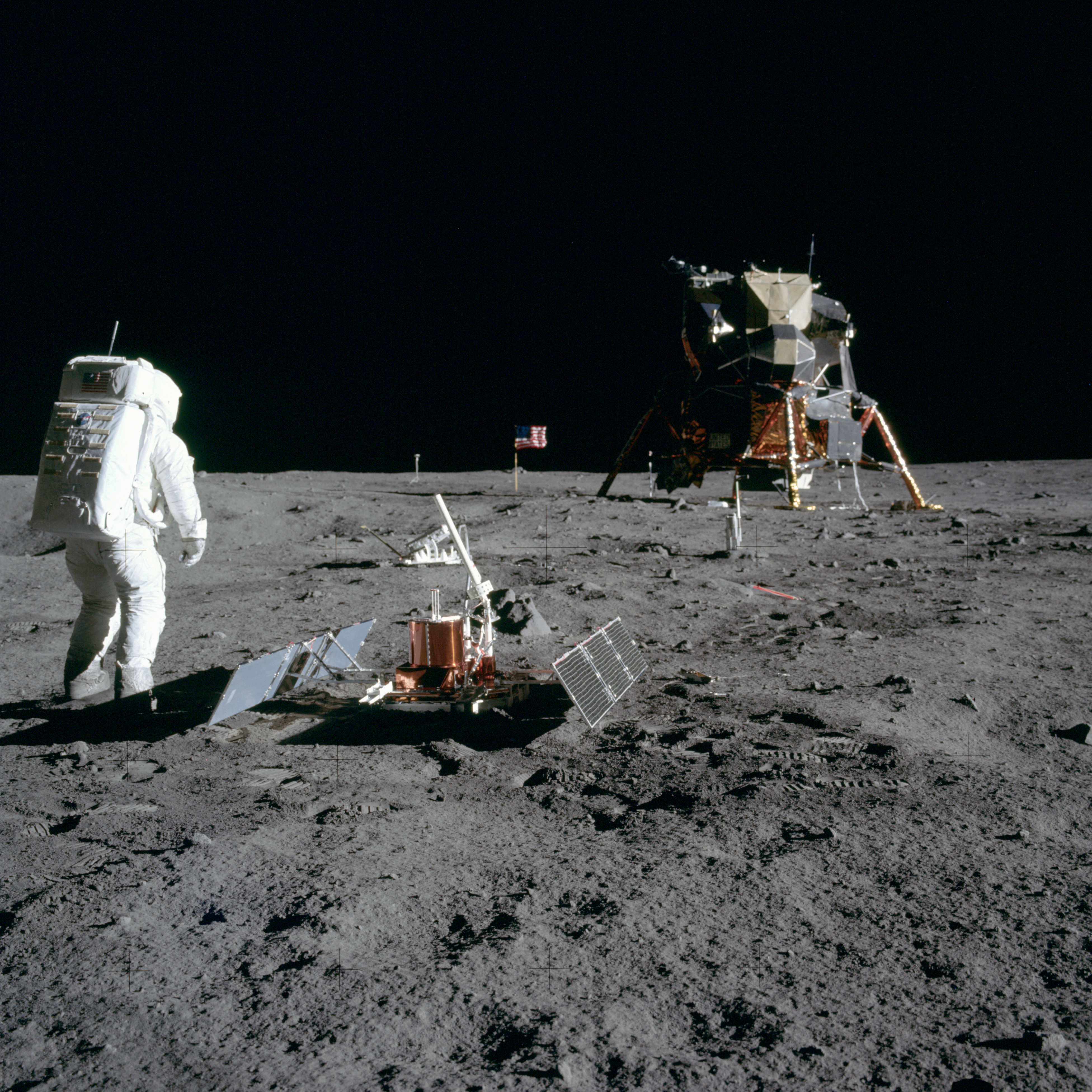
Apollo 11 – erste bemannte Mondlandung

- Venera 5 – 5. Januar 1969 – atmosphärische Venussonde
- Venera 6 – 10. Januar 1969 – atmosphärische Venussonde
- Mariner 6 – 25. Februar 1969 – Vorbeiflug am Mars
- Apollo 9 – 3. März 1969 – erster bemannter Flug der Mondlandefähre (Test im Erdorbit)
- Mariner 7 – 27. März 1969 – Vorbeiflug am Mars
- Apollo 10 – 18. Mai 1969 – bemannter Mondorbiter
- Luna 15 – 13. Juli 1969 – Aufschlag auf dem Mond (Ziel: Probenrückführung)
- Apollo 11 – 16. Juli 1969 – erste bemannte Mondlandung und erste erfolgreiche Probenrückführmission
- Zond 7 – 7. August 1969 – Vorbeiflug am Mond mit Rückkehr zur Erde
- Apollo 12 – 14. November 1969 – bemannte Mondlandung

## 1970er
1970
- Apollo 13 – 11. April 1970 – bemannter Vorbeiflug am Mond (Landung abgebrochen)
- Venera 7 – 17. August 1970 – erste Landung auf der Venus
- Luna 16 – 12. September 1970 – erste unbemannte Probenrückführmission
- Zond 8 – 20. Oktober 1970 – Vorbeiflug am Mond mit Rückkehr zur Erde
- Luna 17/Lunokhod 1 – 10. November 1970 – erster Mondrover
- Uhuru – 12. Dezember 1970 – Röntgensatellit, erste vollständige Röntgendurchmusterung des Himmels

1971

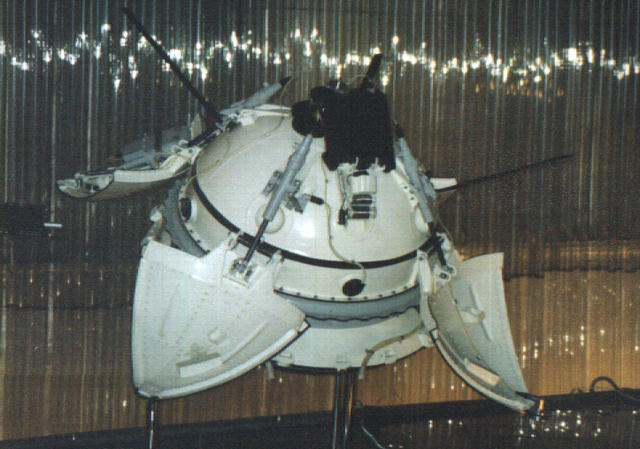
Mars 3 – erste Landung auf dem Mars

- Apollo 14 – 31. Januar 1971 – bemannte Mondlandung
- Saljut 1 – 19. April 1971 – erste Raumstation
- Mars 2 – 19. Mai 1971 – Marsorbiter mit Landungsversuch; erster Aufschlag auf dem Mars
- Mars 3 – 28. Mai 1971 – Marsorbiter; erste Landung auf dem Mars (Kontaktverlust nach 14,5s) und erste atmosphärische Marssonde
- Mariner 9 – 30. Mai 1971 – erster Marsorbiter (Orbit erreicht vor Mars 2 und 3)
- Apollo 15 – 26. Juli 1971 – bemannte Mondlandung; erster bemannter Mondrover, erste Automobilfahrt auf einem anderen Himmelskörper
- Luna 18 – 2. September 1971 – geplante Probenrückführung vom Mond (Aufschlag auf dem Mond)
- Luna 19 – 28. September 1971 – Mondorbiter

1972

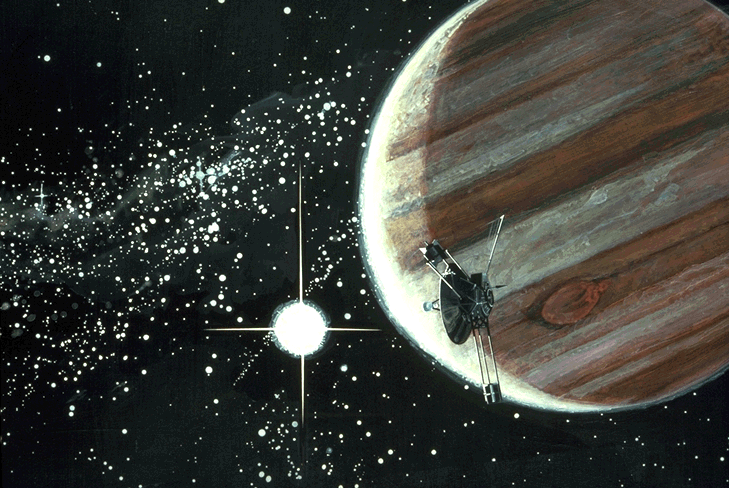
Pioneer 10 – erster Vorbeiflug am Jupiter

- Luna 20 – 14. Februar 1972 – Probenrückführmission zum Mond
- Pioneer 10 – 3. März 1972 – erster Vorbeiflug am Jupiter mit dem ersten Swing-by-Manöver an einem Planeten
- Venera 8 – 27. März 1972 – Landung auf der Venus
- Apollo 16 – 16. April 1972 – bemannte Mondlandung
- Orbiting Astronomical Observatory 3 – 21. August 1972 – Weltraumteleskop (UV-/Röntgenstrahlung)
- Apollo 17 – 7. Dezember 1972 – letzte bemannte Mondlandung

1973

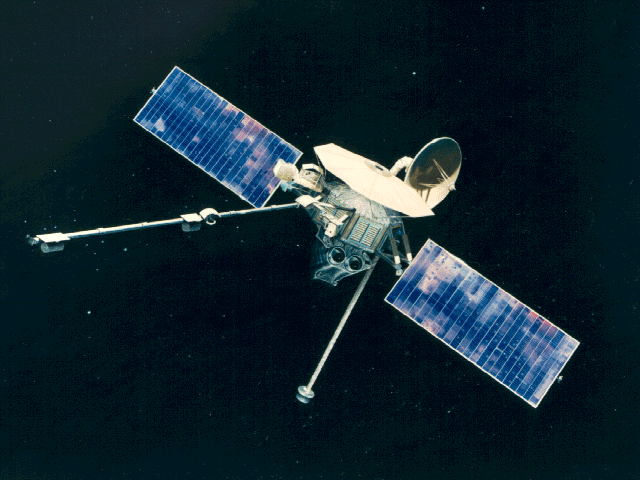
Mariner 10 – erster Vorbeiflug am Merkur

- Luna 21/Lunokhod 2 – 8. Januar 1973 – Mondrover
- Pioneer 11 – 5. April 1973 – Vorbeiflug am Jupiter und erster Vorbeiflug am Saturn
- Skylab – 14. Mai 1973 – erste amerikanische Raumstation
- Explorer 49 (RAE-B) – 10. Juni 1973 – Mondorbiter/Radioastronomie
- Mars 4 – 21. Juli 1973 – Vorbeiflug am Mars (geplanter Marsorbiter)
- Mars 5 – 25. Juli 1973 – Marsorbiter
- Mars 6 – 5. August 1973 – Marsorbiter mit geplanter Landung (Aufschlag auf dem Mars)
- Mars 7 – 9. August 1973 – Vorbeiflug am Mars mit geplanter Landung (verfehlte den Mars)
- Mariner 10 – 4. November 1973 – Vorbeiflug an der Venus und erster Vorbeiflug am Merkur

1974
- Luna 22 – 2. Juni 1974 – Mondorbiter
- Saljut 3 – 24. Juni 1974 – russische Raumstation
- ANS – 30. August 1974 – Weltraumteleskop (UV- und Röntgenstrahlung), entdeckte extrasolare Röntgenblitze
- Luna 23 – 28. Oktober 1974 – geplante Probenrückführung vom Mond (Aufschlag auf dem Mond)
- Helios-A – 10. Dezember 1974 – Erforschung der Sonne
- Saljut 4 – 26. Dezember 1974 – russische Raumstation

1975
- Venera 9 – 8. Juni 1975 – erster Venusorbiter und -lander; erste Aufnahmen der Venusoberfläche
- Venera 10 – 14. Juni 1975 – Venusorbiter und -lander
- COS-B – 9. August 1975 – Weltraumteleskop (Gammastrahlung)
- Viking 1 – 20. August 1975 – Marsorbiter und -lander; erste erfolgreiche Marslandung und erste Nahaufnahmen der Marsoberfläche
- Viking 2 – 9. September 1975 – Marsorbiter und -lander

1976

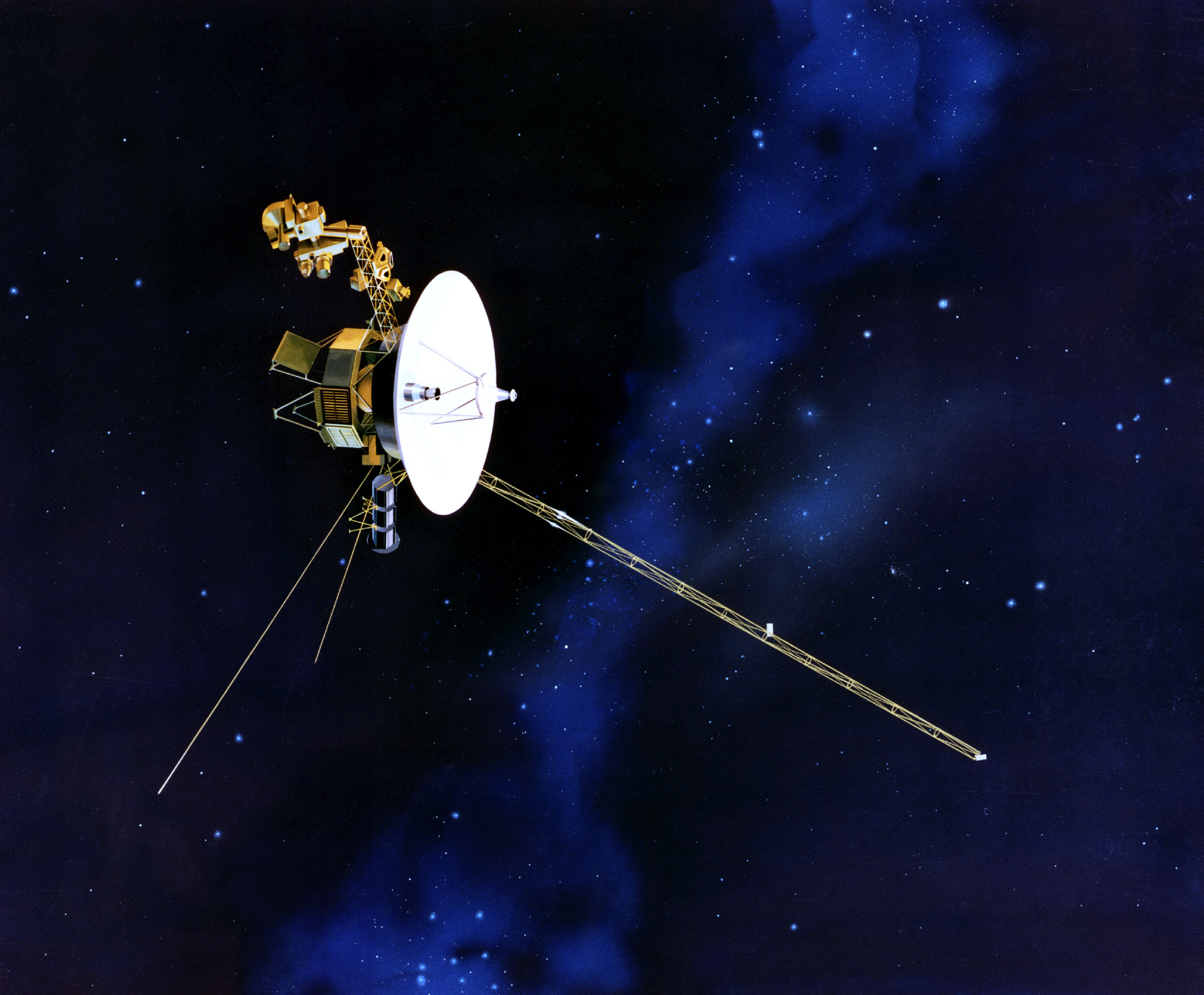
Voyager 2 – erster Vorbeiflug an Uranus und Neptun

- Helios-B – 15. Januar 1976 – Erforschung der Sonne, Annäherung an die Sonne bis auf 0,29 AE
- Saljut 5 – 22. Juni 1976 – russische Raumstation
- Luna 24 – 9. August 1976 – Probenrückführung vom Mond

1977
- HEAO-1 – 12. August 1977 – Weltraumteleskop (Röntgenstrahlung)
- Voyager 2 – 20. August 1977 – Vorbeiflug an Jupiter und Saturn; erster Vorbeiflug am Uranus und am Neptun
- Voyager 1 – 5. September 1977 – Vorbeiflug an Jupiter und Saturn; erstes menschengemachtes Objekt im interstellaren Raum
- Saljut 6 – 29. September 1977 – russische Raumstation

1978
- International Ultraviolet Explorer – 26. Januar 1978 – Weltraumteleskop (UV-Strahlung)
- Pioneer-Venus 1 – 20. Mai 1978 – Venusorbiter
- Pioneer-Venus 2 – 8. August 1978 – atmosphärische Venussonde
- ISEE-3 – 12. August 1978 – Erforschung des Sonnenwindes; danach erweiterte Mission International Cometary Explorer mit Vorbeiflügen am Komet 21P/Giacobini-Zinner und am Komet Halley – erster Vorbeiflug an einem Komet
- Venera 11 – 9. September 1978 – Vorbeiflug an und Landung auf der Venus
- Venera 12 – 14. September 1978 – Vorbeiflug an und Landung auf der Venus
- HEAO-2 – 13. November 1978 – erstes hochauflösendes Röntgenteleskop

## 1980er
1981
- STS-1 – 12. April 1981 – Erstflug des Space Shuttle, erster Flug einer Raumfähre
- Venera 13 – 30. Oktober 1981 – Vorbeiflug an und Landung auf der Venus
- Venera 14 – 4. November 1981 – Vorbeiflug an und Landung auf der Venus

1983
- – Infrared Astronomical Satellite – 23. Januar 1983 – Weltraumteleskop (Infrarotstrahlung)
- – Tenma (Astro-B) – Weltraumteleskop (Röntgenstrahlung)
- Astron – 23. März 1983 – Weltraumteleskop (UV- und Röntgenstrahlung)
- Exosat – 26. Mai 1983 – Weltraumteleskop (Röntgenstrahlung)
- Venera 15 – 2. Juni 1983 – Venusorbiter
- Venera 16 – 7. Juni 1983 – Venusorbiter

1984
- Vega 1 – 15. Dezember 1984 – Vorbeiflug an und Landung auf der Venus, erster Venusballon; erweiterte Mission zum Komet Halley
- Vega 2 – 21. Dezember 1984 – Vorbeiflug an und Landung auf der Venus, Venusballon; erweiterte Mission zum Komet Halley

1985
- Sakigake – 7. Januar 1985 – Vorbeiflug am Komet Halley
- Giotto – 2. Juli 1985 – Vorbeiflug am Komet Halley
- Suisei (Planet-A) – 18. August 1985 – Vorbeiflug am Komet Halley

1986

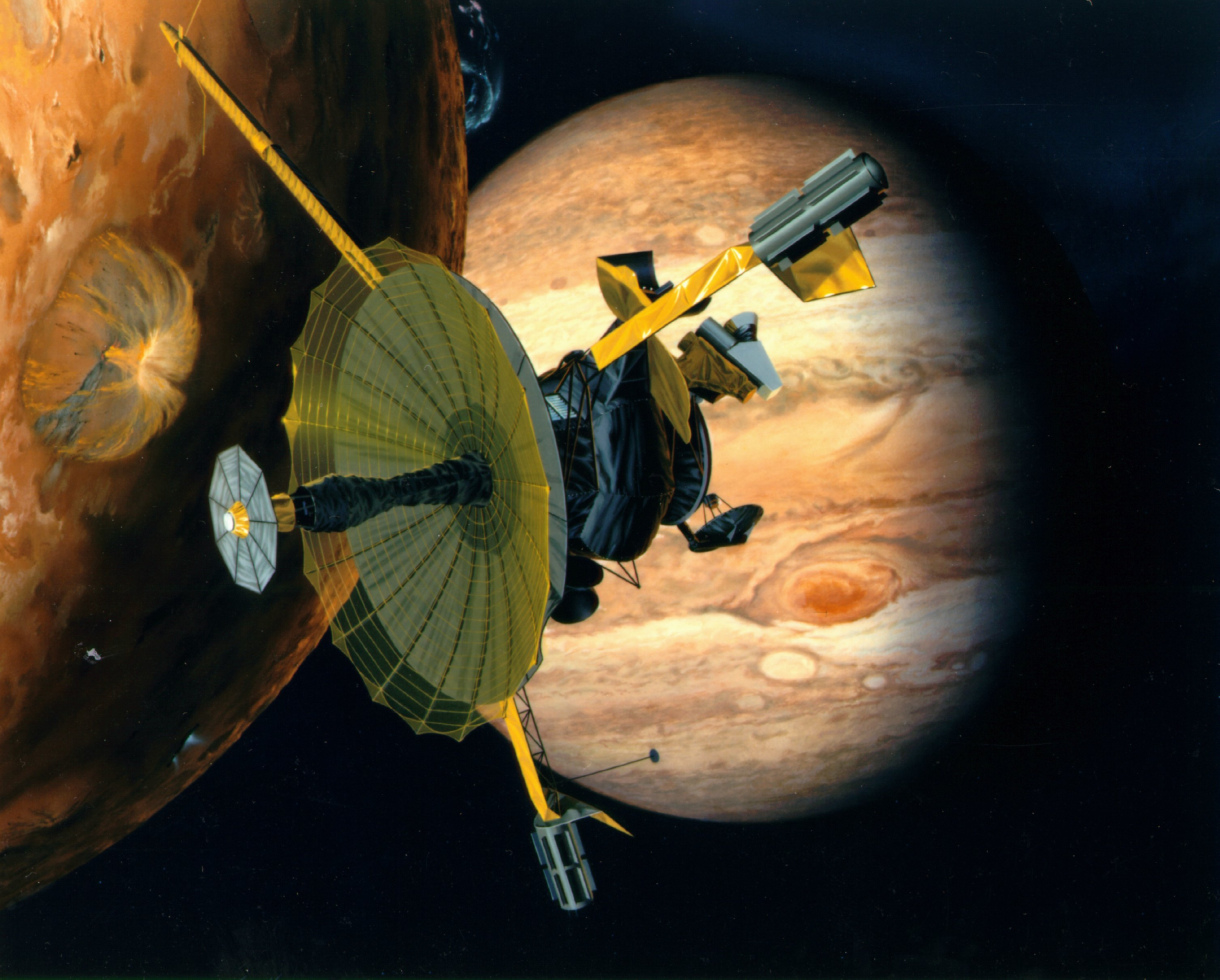
Galileo – Mission zum Jupiter

- Mir – 20. Februar 1986 – erste modulare Raumstation (Fertigstellung 1996)

1987
- Ginga (Astro-C) – 5. Februar 1987 – Weltraumteleskop (Röntgenstrahlung)

1988
- Fobos 1 – 7. Juli 1988 – geplanter Marsorbiter/Phobos-Lander (Kontaktverlust)
- Fobos 2 – 12. Juli 1988 – geplanter Marsorbiter/Phobos-Lander (Kontaktverlust)

1989
- Magellan – 4. Mai 1989 – Venusorbiter
- Hipparcos – 8. August 1989 – Weltraumteleskop
- Galileo – 18. Oktober 1989 – Vorbeiflug an der Venus, erster Vorbeiflug an einem Asteroid, Entdeckung des ersten Doppelasteroiden, erster Jupiterorbiter und erste Jupiteratmosphärensonde
- Cosmic Background Explorer (COBE) – 18. November 1989 – Erforschung der Hintergrundstrahlung
- Granat – 1. Dezember 1989 – Röntgenobservatorium

## 1990er
1990

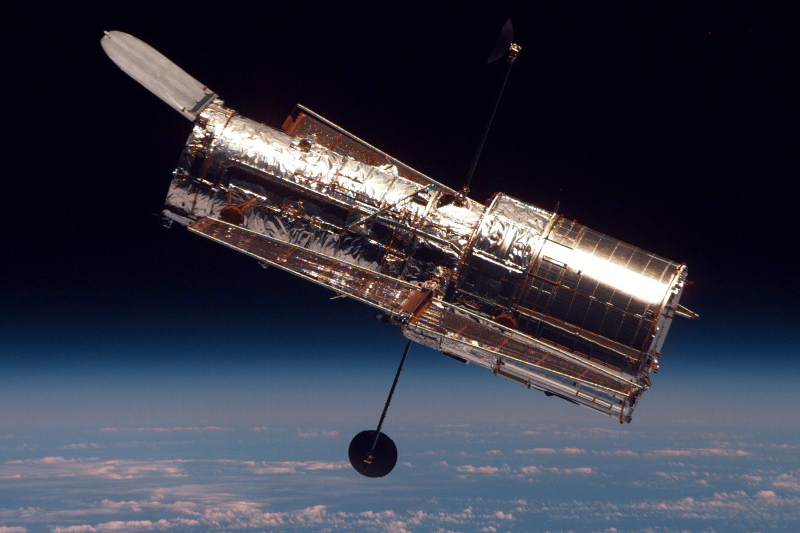
Hubble-Weltraumteleskop

- Hiten – 24. Januar 1990 – Mondorbiter
- – 24. April 1990 – Hubble-Weltraumteleskop
- Rosat – 1. Juni 1990 – Weltraumteleskop (Röntgenstrahlung)
- Ulysses – 6. Oktober 1990 – polarer Sonnenorbiter

1991
- Compton Gamma Ray Observatory – 5. April 1991 – Weltraumteleskop (Gammastrahlung)
- Yohkoh (Solar-A) – 30. August 1991 – Erforschung der Sonne

1992
- Extreme Ultraviolet Explorer – 7. Juni 1992 – Weltraumteleskop (UV-Strahlung)
- Mars Observer – 25. September 1992 – geplanter Marsorbiter (Kontaktverlust)

1993
- ASCA (Asuka, Astro-D) – 20. Februar 1993 – Weltraumteleskop (Röntgenstrahlung)

1994
- Clementine – 25. Januar 1994 – Mondorbiter (geplanter Vorbeiflug an einem Asteroiden)
- Wind – 1. November 1994 – Erforschung des Sonnenwindes

1995

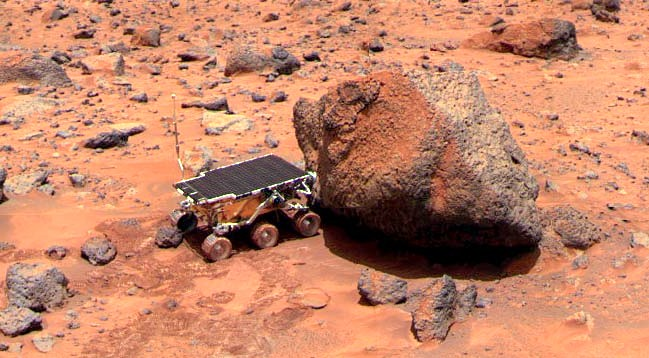
Mars Pathfinder – Landung auf dem Mars und erster Mars-Rover

- Infrared Space Observatory (ISO) – 17. November 1995 – Weltraumteleskop (Infrarotstrahlung)
- SOHO – 2. Dezember 1995 – Erforschung der Sonne
- Rossi X-ray Timing Explorer – 30. Dezember 1995 – Weltraumteleskop (Röntgenstrahlung)

1996
- Near Shoemaker – 17. Februar 1996 – Erforschung von Eros, erster Vorbeiflug an einem erdnahen Asteroiden, erster Asteroidenorbiter und erste Landung auf einem Asteroiden
- BeppoSAX – 30. April 1996 – Weltraumteleskop (Röntgenstrahlung)
- Mars Global Surveyor – 7. November 1996 – Marsorbiter
- Mars Pathfinder – 4. Dezember 1996 – Landung auf dem Mars und erster planetarer Rover

1997

Cassini-Huygens – erster Saturnorbiter und erste Landung auf Titan

- ACE – 25. August 1997 – Erforschung des Sonnenwindes und Weltraumwetters aus einer Sonnenumlaufbahn
- Cassini-Huygens – 15. Oktober 1997 – erster Saturnorbiter und erste Landung auf einem Mond der äußeren Planeten, erster Eintritt in die Saturnatmosphäre
- (privat) Asiasat 3 – 24. Dezember 1997 – Vorbeiflug am Mond, erster privater Flug zum Mond

1998

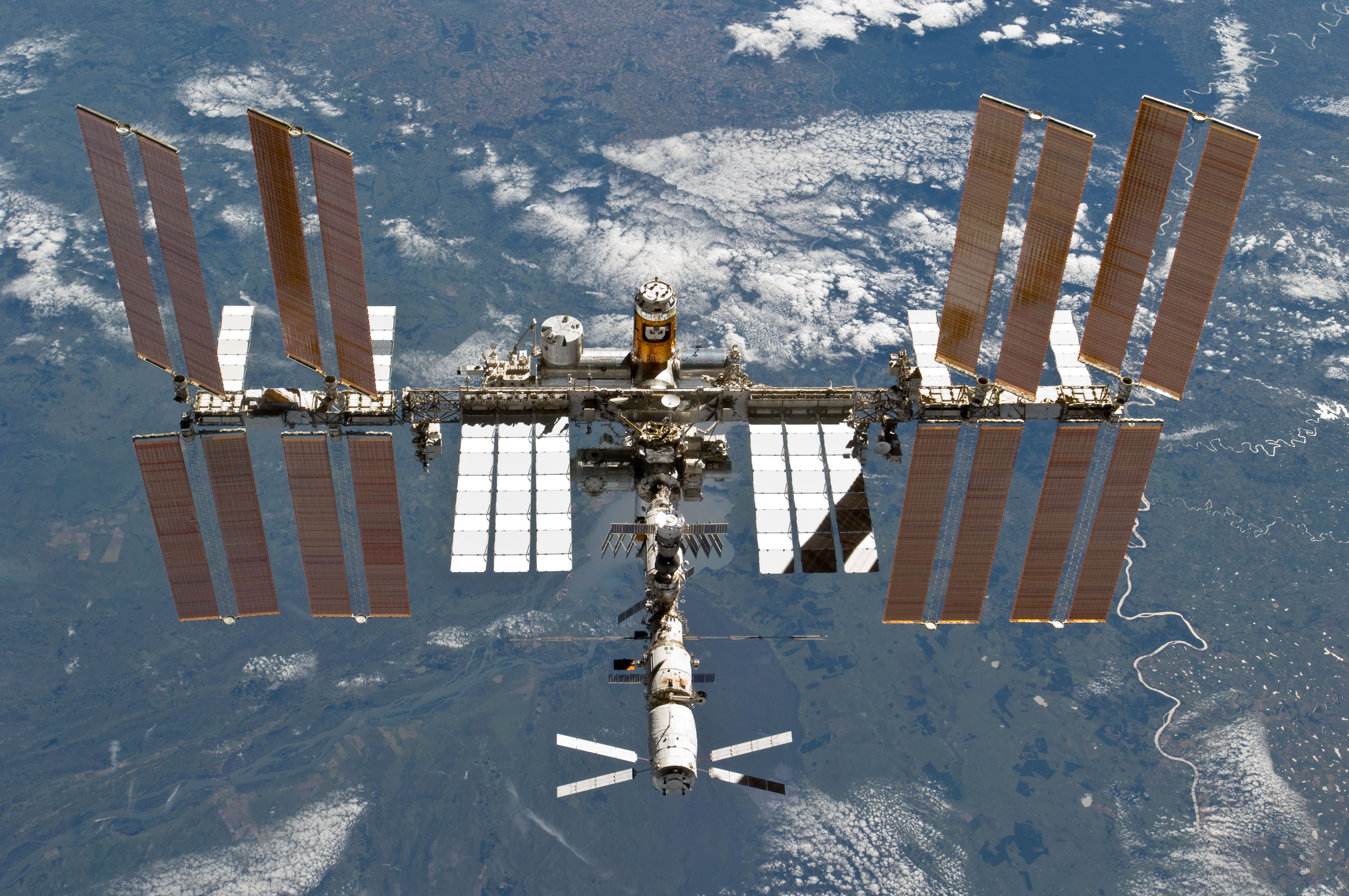
ISS

- Lunar Prospector – 7. Januar 1998 – Mondorbiter
- Nozomi – 3. Juli 1998 – geplanter Marsorbiter (verfehlte den Marsorbit)
- Deep Space 1 – 24. Oktober 1998 – Vorbeiflug an einem Asteroiden und einem Kometen
- – 20. November 1998 – Internationale Raumstation
- Mars Climate Orbiter – 11. Dezember 1998 – geplanter Marsorbiter (verfehlte den Marsorbit)

1999
- Mars Polar Lander/Deep Space 2 – 3. Januar 1999 – geplante Marslandung/Penetration (Kontaktverlust)
- Stardust – 7. Februar 1999 – erste Probenrückführung von einem Kometen, kehrte am 15. Januar 2006 zurück
- FUSE – 24. Juni 1999 – Weltraumteleskop (UV-Strahlung)
- Chandra – 23. Juli 1999 – Weltraumteleskop (Röntgenstrahlung)
- XMM-Newton – 10. Dezember 1999 – Weltraumteleskop (Röntgenstrahlung)

## 2000er
2001
- 2001 Mars Odyssey – 7. April 2001 – Marsorbiter
- Wilkinson Microwave Anisotropy Probe (WMAP) – 30. Juni 2001 – Erforschung der Hintergrundstrahlung
- Genesis – 8. August 2001 – erste Proben des Sonnenwindes

2002
- Rhessi – 5. Februar 2002 – Weltraumteleskop (Röntgen- und Gammastrahlung der Sonne)
- Integral – 17. Oktober 2002 – Weltraumteleskop (Gammastrahlung)

2003

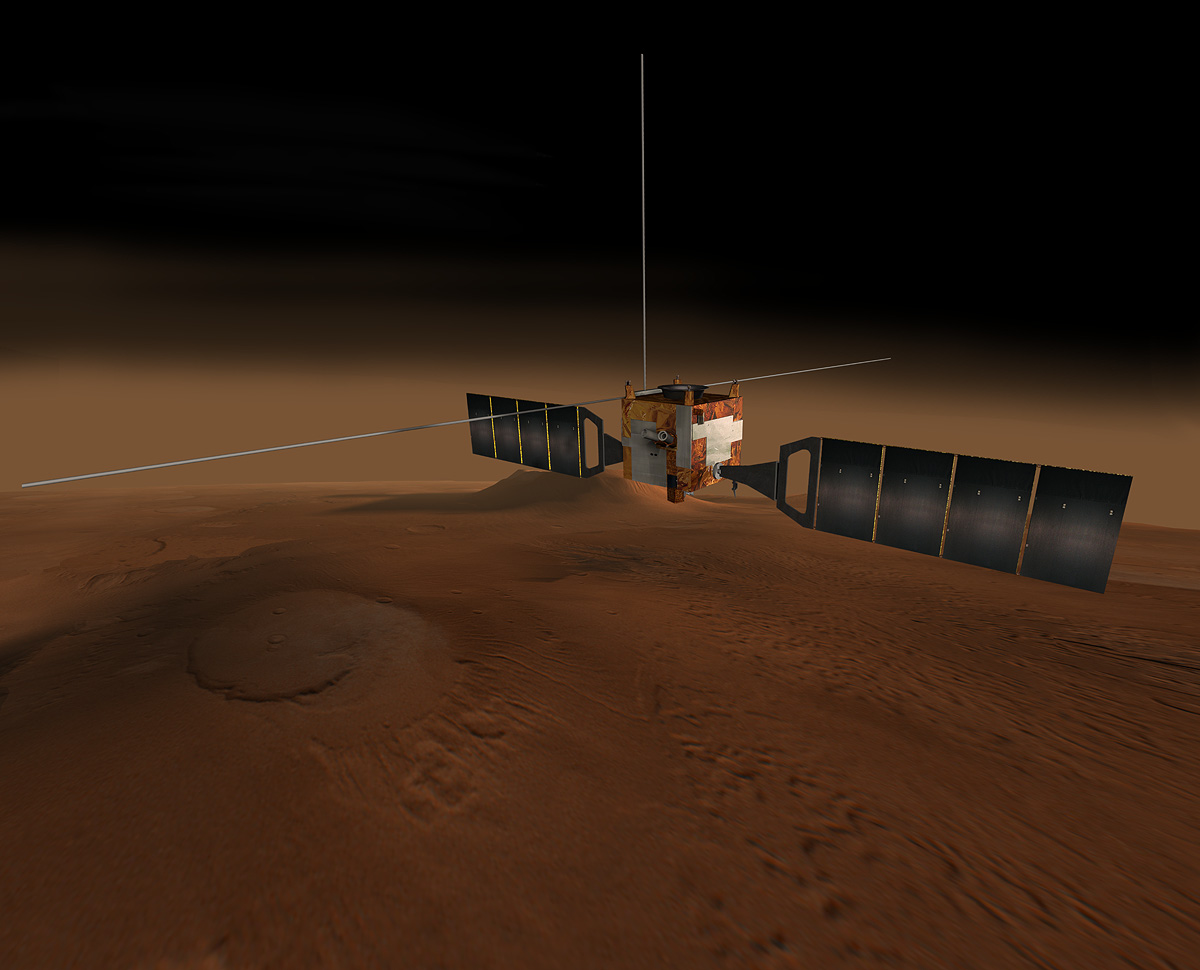
Mars Express/Beagle 2 – erste Planetenmission der ESA

- Galaxy Evolution Explorer – 28. April 2003 – Weltraumteleskop (UV-Strahlung)
- Hayabusa (Muses-C) – 9. Mai 2003 – Asteroidenlander und erste Probenrückführung von einem Asteroiden
- Mars Express/Beagle 2 – 1. Juni 2003 – Marsorbiter/Lander (Landung fehlgeschlagen)
- Mars Exploration Rover – 10. Juni/7. Juli 2003 – zwei Marsrover („Spirit“ und „Opportunity“)
- MOST – 30. Juni 2003 – Weltraumteleskop
- Spitzer-Weltraumteleskop – 25. August 2003 – Weltraumteleskop (Infrarotstrahlung)
- Smart-1 – 27. September 2003 – Mondorbiter
- Shenzhou 5 – 15. Oktober 2003 – erster bemannter Flug des Shenzhou-Raumschiffs, erster bemannter chinesischer Raumflug

2004

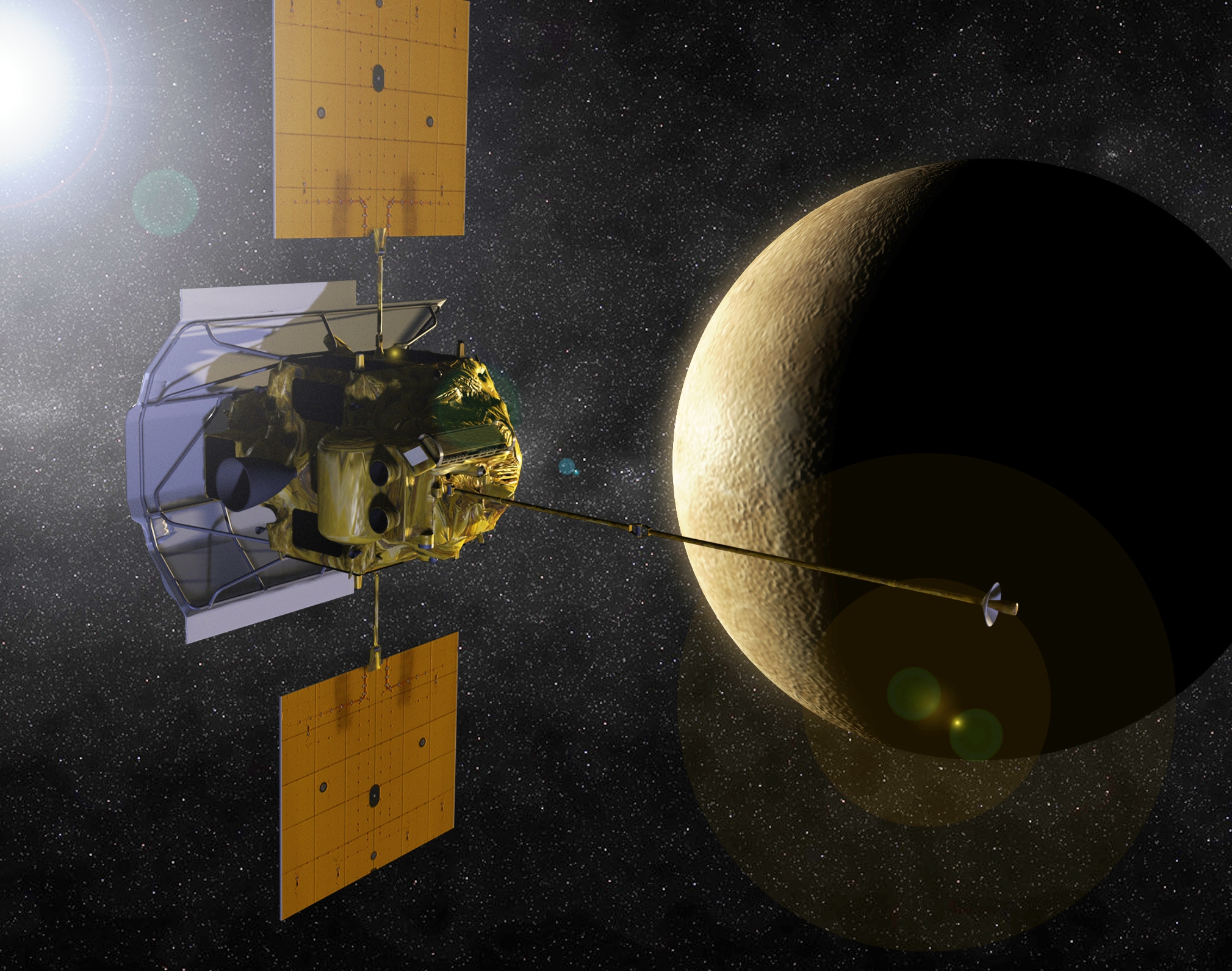
Messenger – erster Merkurorbiter

- Rosetta/Philae – 2. März 2004 – erster Kometenorbiter und erste Landung auf einem Kometen (Landung im November 2014)
- (privat) SpaceShipOne – 21. Juni 2004 – erster bemannter privater Raumflug
- Messenger – 3. August 2004 – erster Merkurorbiter
- Swift – 20. November 2004 – Erforschung von Gammablitzen

2005
- Deep Impact – 12. Januar 2005 – erster Aufschlag auf einem Kometen
- Mars Reconnaissance Orbiter – 12. August 2005 – Marsorbiter
- Astro-E2 – 10. Juli 2005 – Weltraumteleskop (Röntgenstrahlung)
- Venus Express – 9. November 2005 – Venusorbiter

2006

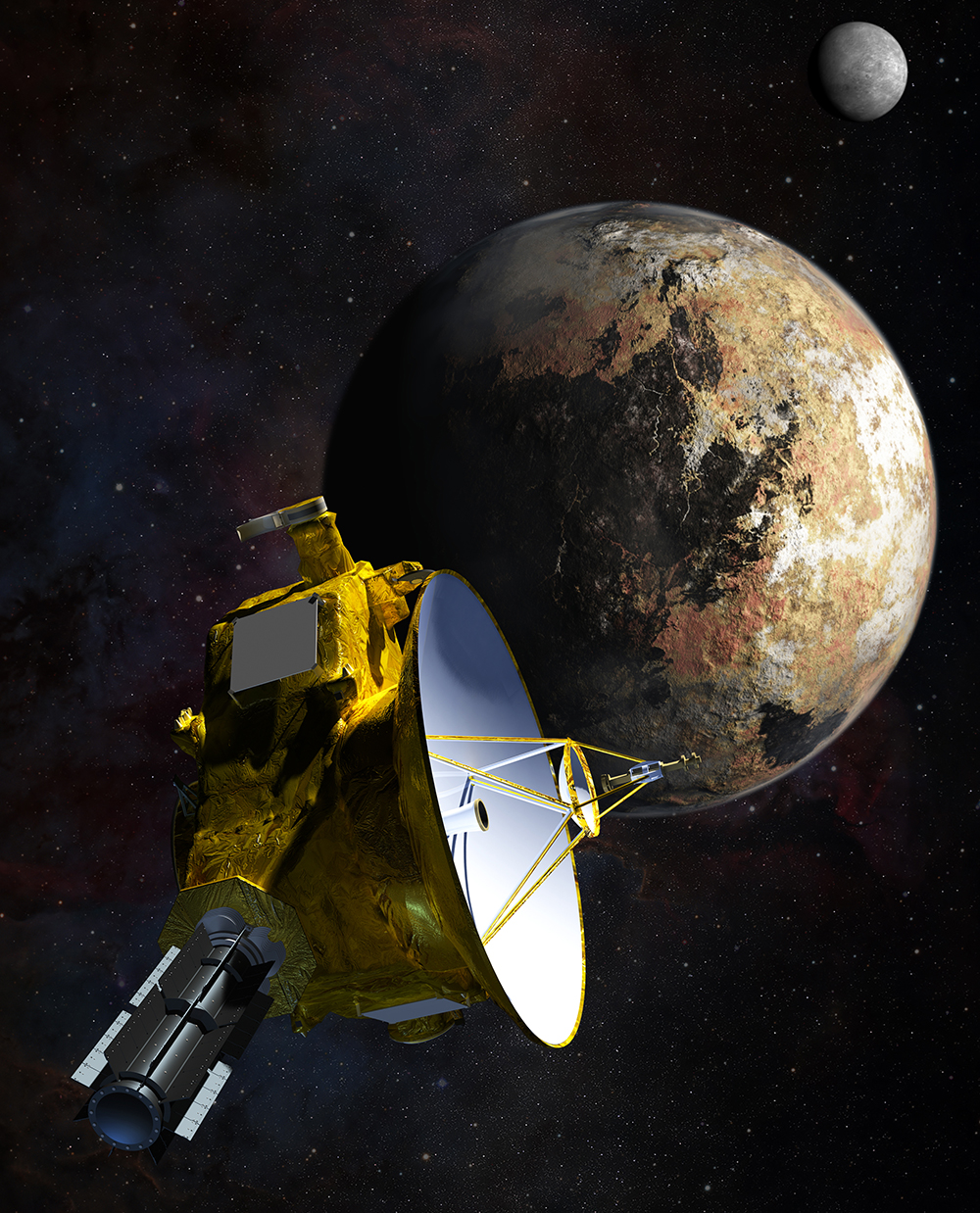
New Horizons – erster Vorbeiflug an Pluto und Charon

- New Horizons – 19. Januar 2006 – erster Vorbeiflug an Pluto und Charon, erste Erkundung des Kuipergürtels (Pluto-Vorbeiflug am 14. Juli 2015)
- Astro-F – 21. Februar 2006 – Weltraumteleskop (Infrarotstrahlung)
- Hinode – 22. September 2006 – Sonnenorbiter
- Stereo – 26. Oktober 2006 – zwei Sonden, Sonnenorbiter
- Corot – 2. Dezember 2006 – Weltraumteleskop

2007
- Agile – 23. April 2007 – Erforschung von Gammablitzen
- Phoenix – 4. August 2007 – Landung auf dem Mars
- Kaguya – 14. September 2007 – Mondorbiter
- Dawn – 27. September 2007 – Orbiter um den Zwergplaneten Ceres und den Asteroiden Vesta – erster Orbiter um zwei verschiedene Asteroiden
- Chang’e 1 – 24. Oktober 2007 – Mondorbiter, erste chinesische Raumsonde und Mondsonde

2008
- Fermi Gamma-ray Space Telescope – 11. Juni 2008 – Weltraumteleskop (Gammastrahlung)
- Interstellar Boundary Explorer (IBEX) – 19. Oktober 2008 – Instrument zur Beobachtung der Heliohülle
- Chandrayaan-1 – 22. Oktober 2008 – Mondorbiter und -impaktor, erste indische Raumsonde und Mondmission

2009
- Kepler – 7. März 2009 – Weltraumteleskop (Suche nach extrasolaren Planeten)
- Herschel-Weltraumteleskop – 14. Mai 2009 – Weltraumteleskop (Infrarotstrahlung)
- Planck-Weltraumteleskop – 14. Mai 2009 – Weltraumteleskop (Erforschung der Hintergrundstrahlung)
- Lunar Reconnaissance Orbiter/LCROSS – 18. Juni 2009 – Mondorbiter und -impaktor
- Wide-Field Infrared Survey Explorer – 14. Dezember 2009 – Weltraumteleskop (Infrarotstrahlung)

## 2010er
2010
- Solar Dynamics Observatory – 11. Februar 2010 – Weltraumobservatorium (Sonnenbeobachtung)
- Akatsuki – 20. Mai 2010 – Venusorbiter (Eintritt in den Orbit beim zweiten Versuch im Dezember 2015)
- Ikaros – 20. Mai 2010 – erster interplanetarer Sonnensegelflug (zur Venus)
- Picard – 15. Juni 2010 – Sonnenforschung
- Chang’e 2 – 1. Oktober 2010 – Mondorbiter, Vorbeiflug am Asteroiden (4179) Toutatis

2011

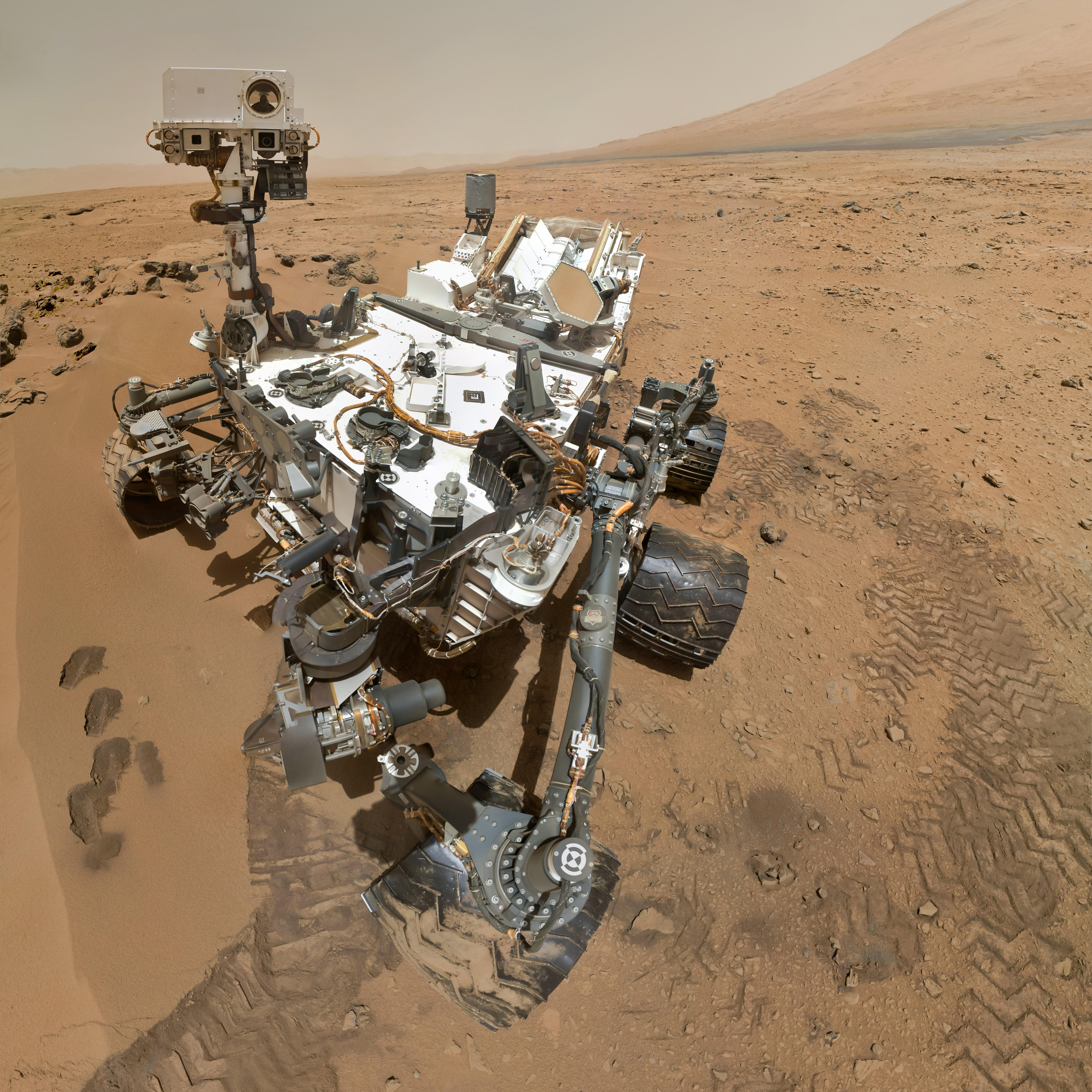
Curiosity – Marsrover

- RadioAstron (Spektr-R) – 18. Juli 2011 – Weltraumteleskop
- Juno – 5. August 2011 – Jupiterorbiter
- Grail – 10. September 2011 – zwei Mondorbiter
- Tiangong 1 (Project 921-2) – 29. September 2011 – erste chinesische Raumstation
- Mars Science Laboratory mit Curiosity-Rover – 26. November 2011 – Marsrover

2012
- NuStar – 13. Juni 2012 – Weltraumteleskop (Röntgenstrahlung)

2013

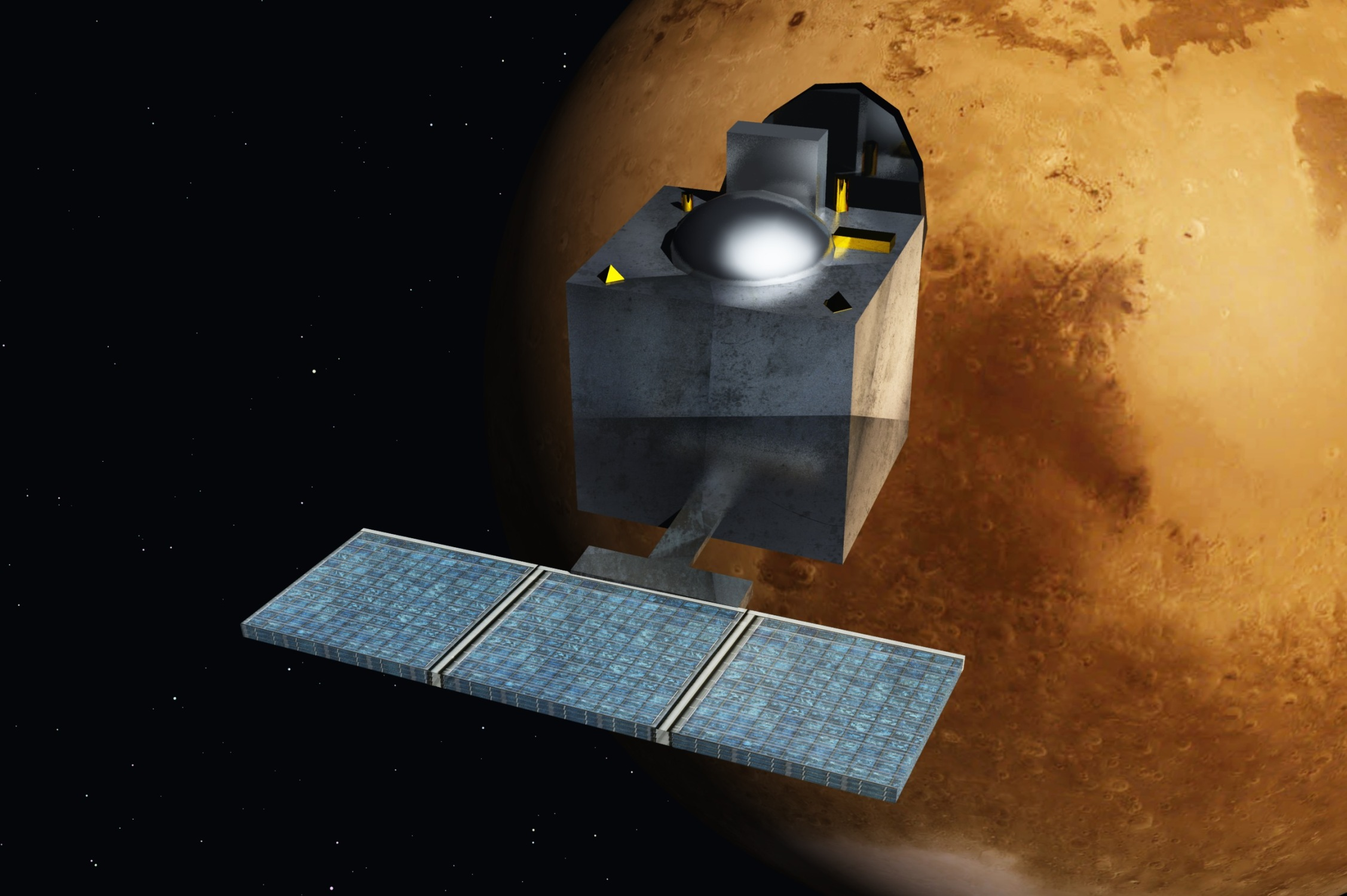
Mangalyaan – erster indischer Marsorbiter

- Iris – 27. Juni 2013 – Weltraumteleskop (Erforschung der Sonne)
- Ladee – 6. September 2013 – Mondorbiter
- Hisaki – 14. September 2013 – Weltraumteleskop (Erforschung der Planetenatmosphären)
- Mars Orbiter Mission (Mangalyaan) – 5. November 2013 – Marsorbiter, erste indische Marsmission
- Maven – 18. November 2013 – Marsorbiter
- Chang’e 3 – 1. Dezember 2013 – erster chinesischer Mondlander, mit Rover
- Gaia – 19. Dezember 2013 – Weltraumteleskop

2014
- Chang’e 5-T1 – 23. Oktober 2014 – Mondorbiter mit Erd-Wiedereintrittskapsel; Testflug für die Chang’e-5-Mission
- Hayabusa 2/MASCOT – 3. Dezember 2014 – Landung und Probenrückholung vom Asteroiden (162173) Ryugu
- Procyon – 3. Dezember 2014 – Start mit Hayabusa 2; geplanter Vorbeiflug am Asteroiden 1858512000 DP (Ziel nicht erreicht wegen Triebwerksproblem)

2015
- DSCOVR – 11. Februar 2015 – Sonnenforschung
- Magnetospheric Multiscale Mission – 13. März 2015 – Erforschung der Magnetfelder zwischen Erde und Sonne
- Astrosat – 28. September 2015 – Weltraumteleskop (UV-Strahlung)
- Dampe (Wukong) – 17. Dezember 2015 – Weltraumteleskop (kosmische Strahlung)

2016
- Hitomi – 17. Februar 2016 – Weltraumteleskop (Röntgenstrahlung)
- ExoMars Trace Gas Orbiter und Lander EDM „Schiaparelli“ – 14. März 2016 – Marsorbiter und -lander
- Osiris-Rex – 8. September 2016 – Probenrückführmission zum Asteroid Bennu
- Tiangong 2 – 15. September 2016 – chinesische Raumstation

2017
- Hard X-ray Modulation Telescope (Huiyan) – 15. Juni 2017 – Weltraumteleskop (Röntgenstrahlung)

2018

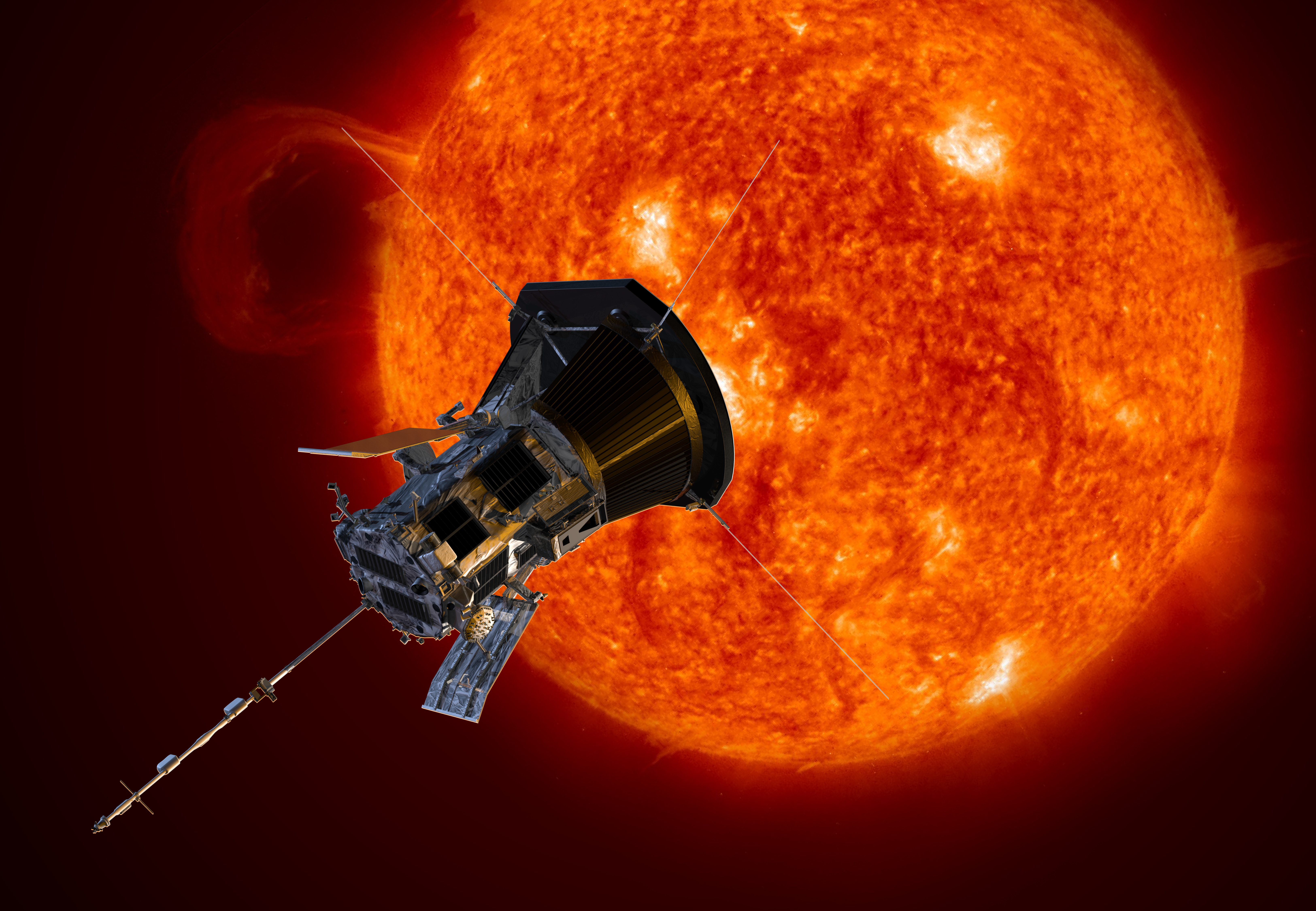
Parker Solar Probe – größte Sonnenannäherung

- Tess – 18. April 2018 – Weltraumteleskop (Suche nach extrasolaren Planeten)
- InSight – 5. Mai 2018 – Landung auf dem Mars, wahrscheinlich erste Aufzeichnung von seismischer Aktivität des Mars („Marsbeben“)
- Mars Cube One – 5. Mai 2018 – zwei Kommunikationssatelliten für InSight, erster interplanetarer CubeSat-Einsatz, Vorbeiflug am Mars
- Queqiao – 20. Mai 2018 – Mondorbiter, Kommunikationssatellit für Chang’e 4
- Parker Solar Probe – 12. August 2018 – Sonnenorbiter, größte Annäherung an die Sonne (0,04 AE)
- BepiColombo – 20. Oktober 2018 – Merkurorbiter
- Chang’e 4 – 7. Dezember 2018 – Mondlandung mit Rover, erste Erkundungen auf der Mondrückseite

2019
- (privat) Beresheet – 22. Februar 2019 – Aufschlag auf dem Mond (Ziel: Landung), erste private Raumsonde, erste israelische Raumsonde und Mondmission
- Spektr-RG – 13. Juli 2019 – Weltraumteleskop (Röntgenstrahlung)
- Chandrayaan-2 – 22. Juli 2019 – Mondorbiter und -rover, Aufschlag auf dem Mond (Ziel: Landung)
- Cheops – 18. Dezember 2019 – Weltraumteleskop (Suche nach extrasolaren Planeten)

## 2020er
2020

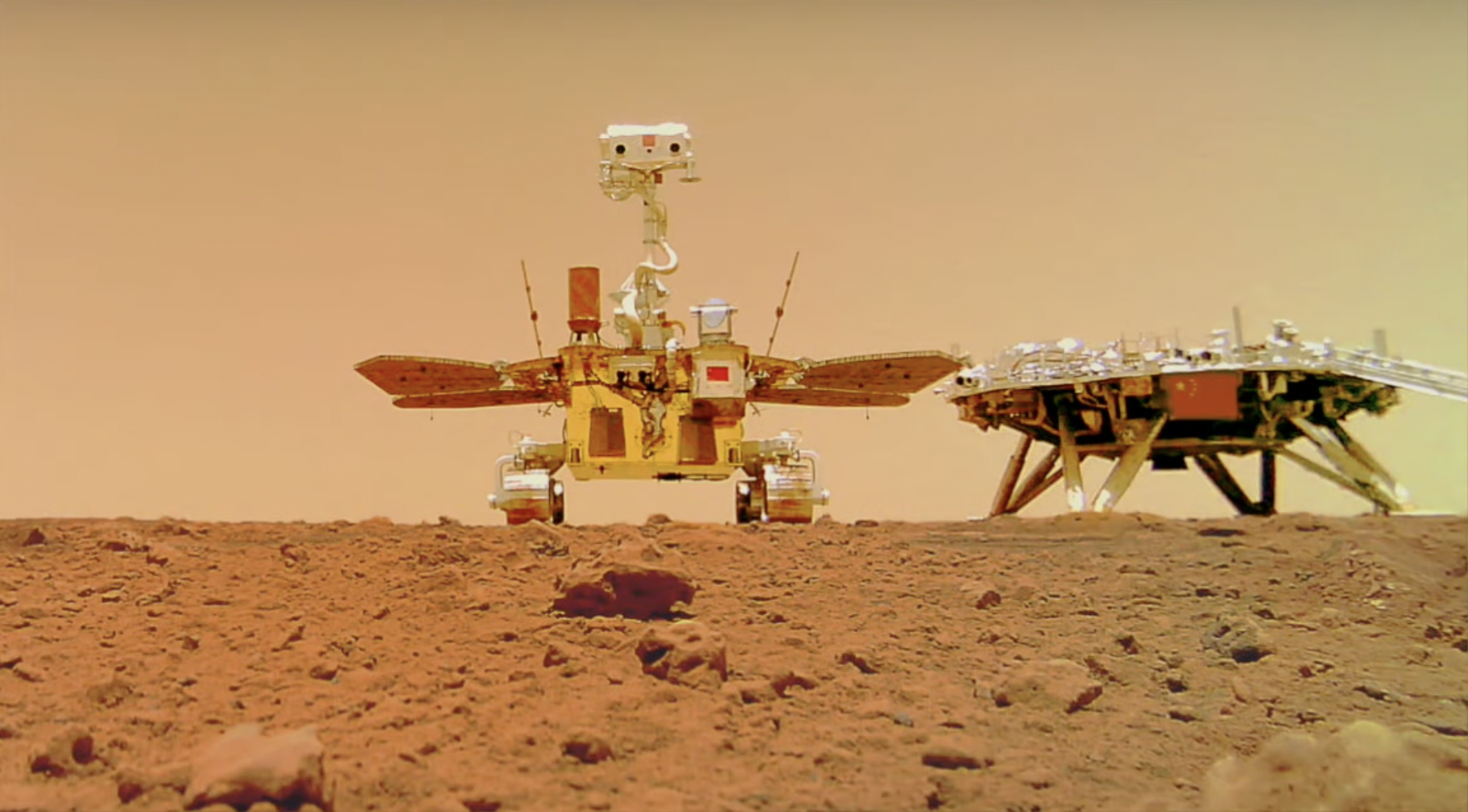
Rover Zhurong und Lander der Tianwen-1-Mission – erste chinesische Marslandung

- Solar Orbiter – 10. Februar 2020 – Sonnenorbiter, Sonnenforschung
- SpX-DM2 – 30. Mai 2020 – erster bemannter Flug des Raumschiffs Crew Dragon, erster privat ausgeführter bemannter Orbitalflug
- al-Amal – 19. Juli 2020 – Marsorbiter, erste Raumsonde und Marsmission der Vereinigten Arabischen Emirate
- Tianwen-1 – 23. Juli –  Marsorbiter, -lander und -rover, erste chinesische Marslandung
- Mars 2020 – 30. Juli 2020 – Marsrover Perseverance und Helikopterdrohne Ingenuity; erster Helikopterflug auf einem anderen Himmelskörper
- Chang’e 5 – 23. November 2020 – Probenrückführung vom Mond
- GECAM – 9. Dezember 2020 – zwei Satelliten mit Gammablitzdetektoren

2021
- Chinesische Raumstation – 29. April 2021
- NS-16 (privat) – 20. Juli 2021 – erster bemannter Flug der New Shepard
- Xihe – 14. Oktober 2021 – Sonnenobservatorium
- Lucy – 16. Oktober 2021 – Vorbeiflug an sechs Asteroiden aus der Gruppe der Jupiter-Trojaner
- Dart – 24. November 2021 – Einschlag auf einem der Didymos-Asteroiden, erste Asteroidenablenkungsmission
- IXPE – 9. Dezember 2021 – Weltraumteleskop (Röntgenstrahlung)[3]

James-Webb-Weltraumteleskop

- James-Webb-Weltraumteleskop – 25. Dezember 2021 – Infrarot-Weltraumteleskop mit 6,5-m-Spiegel

2022
- Capstone – 28. Juni 2022 – Erprobung einer Mondumlaufbahn
- Danuri (KPLO) – 4. August 2022 – Mondorbiter, erste südkoreanische Raumsonde und Mondmission[4]
- ASO-S – 8. Oktober 2022 – Sonnenobservatorium
- Artemis 1 – 16. November 2022 – unbemannte Mondumrundungen mit dem Orion-Raumschiff; Aussetzen diverser Cubesats, darunter folgende Raumsonden:
  -  CuSP – Sonnenorbiter, Sonnenwinduntersuchung (Kontaktverlust)
  -  Equuleus – Sonnenorbiter, Untersuchung der Plasmasphäre der Erde, Beobachtung von Einschlägen auf dem Mond sowie erdnaher Asteroiden[5]
  -  LunaH-Map – geplanter Mondorbiter, Untersuchung von Wassereisvorkommen (Antriebsversagen)
  -  Lunar IceCube – geplanter Mondorbiter, Untersuchung von Wassereisvorkommen (kein Kontakt)
  -  LunIR – Mond-Vorbeiflugsonde (defekt)
  -  NEA Scout – Solarsegel-Vorbeiflug an einem Asteroiden (kein Kontakt)
  -  Omotenashi – Miniatur-Mondlander, Strahlungsmessungen (kein Kontakt)
- Hakuto-R M1 (privat) mit Raschid – 11. Dezember 2022 – erster japanischer Mondlandeversuch und erster Mondrover der Vereinigten Arabischen Emirate (Absturz auf den Mond)
- Lunar Flashlight – 11. Dezember 2022 – geplanter Mondorbiter, Untersuchung von Wassereisvorkommen; Start mit Hakuto-R M1 (Antriebsversagen)

2023

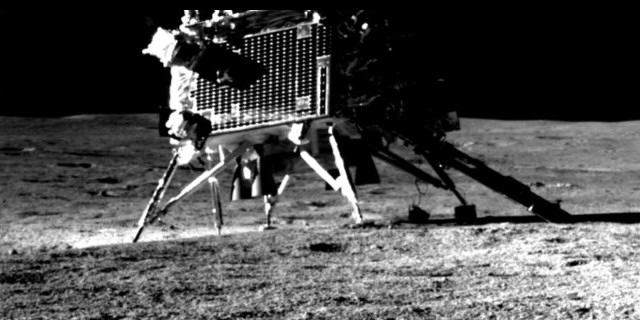
Chandrayaan-3 – erste indische Mondlandung

- Juice – 14. April 2023 – Sonde zum Jupiter und seinen Monden
- Euclid – 1. Juli 2023 – Weltraumteleskop (Infrarotstrahlung)
- Chandrayaan-3 – 14. Juli 2023 – Mondlander mit Rover, erste indische Mondlandung
- Luna 25 – 10. August 2023 – Aufprall auf dem Mond (Ziel: Landung in der Südpolregion)
- Aditya-L1 – 2. September 2023 – Sonnenobservatorium am L1-Punkt der Erdbahn[6]
- XRism – 7. September 2023 – Weltraumobservatorium (Röntgenstrahlung)
- Slim – 7. September 2023 – Mondlander, Start mit XRism
- Psyche – 13. Oktober 2023 – Orbiter um den Asteroiden Psyche

2024

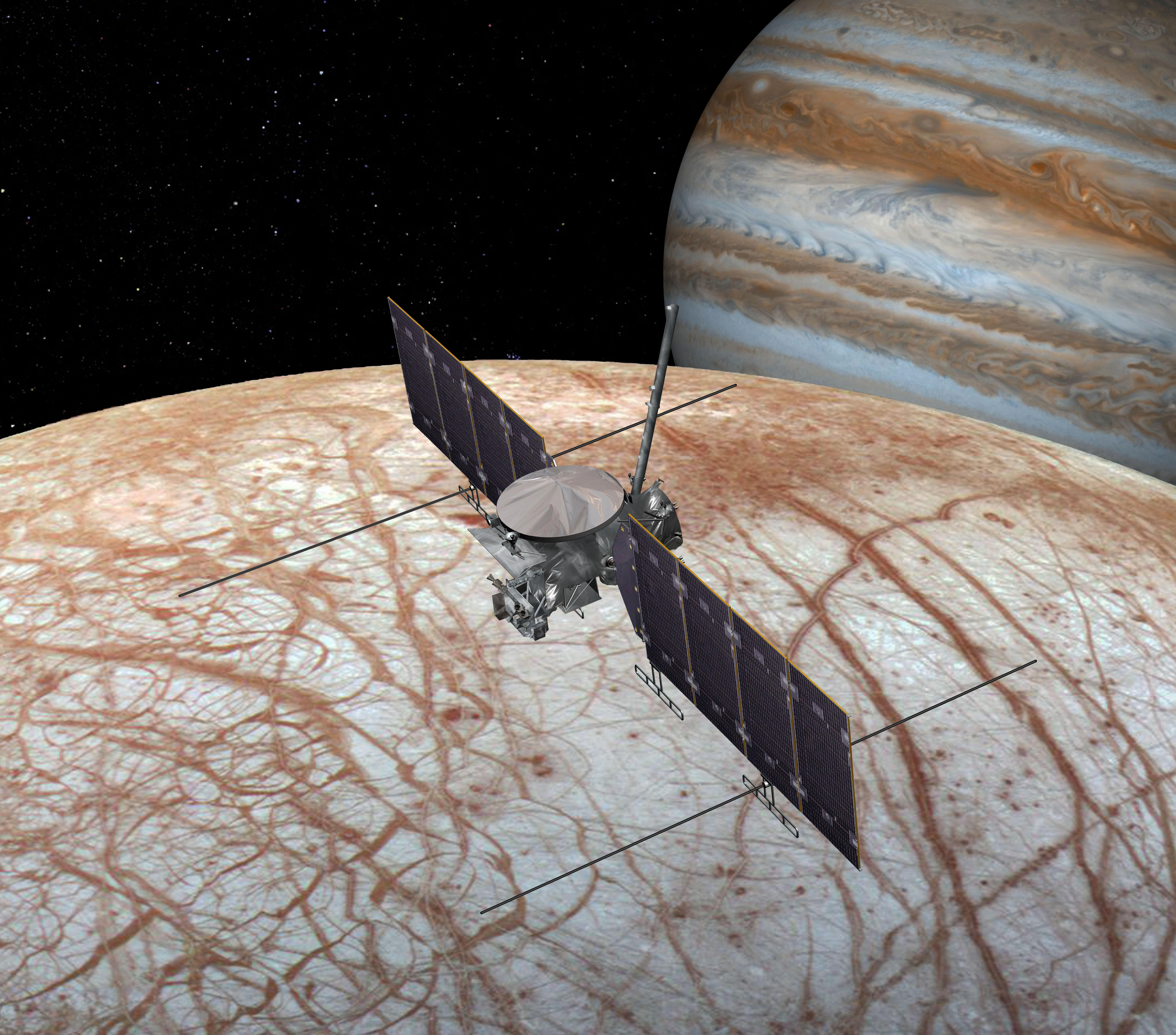
Europa Clipper

- XPoSat – 1. Januar 2024 – Röntgensatellit zur polarimetrischen Untersuchung heller Röntgenquellen[7]
- Einstein Probe – 9. Januar 2024 – Weltraumteleskop (Röntgenstrahlung)
- IM-1 – 15. Februar 2024 – Landung des ersten „Nova-C“-CLPS-Mondlanders in der Südpolregion
- Elsternbrücke 2 – 20. März 2024 – Mondorbiter, Relaissatellit
- Chang’e 6 – 3. Mai 2024 – Probenrückführung von der Mondrückseite
  -  iCube-Q – 3. Mai 2024 – Mondorbiter, erste pakistanische Raumsonde, Start als Unternutzlast von Chang’e 6
- Boe-CFT – 5. Juni 2024 – erster bemannter Flug des Raumschiffs CST-100 Starliner
- SVOM – 22. Juni 2024 – Untersuchung von Gammablitzen
- Hera – 7. Oktober 2024 – Dart-Nachfolgemission zum Doppelasteroiden (65803) Didymos
- Europa Clipper – 14. Oktober 2024 – Jupiterorbiter, Erforschung des Monds Europa

2025
- Blue Ghost Mission 1 – 15. Januar 2025 – CLPS-Mondlandung
- (privat) Hakuto-R M2 – 15. Januar 2025 – Mondlander und -rover, Start mit Blue Ghost M1 (Absturz auf den Mond)
- IM-2 – 27. Februar 2025 – Landung des zweiten „Nova-C“-CLPS-Mondlanders am Südpol
- Lunar Trailblazer – 27. Februar 2025 – Mondorbiter, geplante Untersuchung von Wasservorkommen; Start mit IM-2[8] (Kontaktverlust)
- (privat) Odin – 27. Februar 2025 – geplanter Vorbeiflug an dem Asteroiden 2022 OB5, Start mit IM-2[9][10] (Kontaktverlust)
- SPHEREx – 12. März 2025 – Weltraumteleskop (nahes Infrarotspektrum)
- Tianwen-2 – 28.  Mai 2025 – Probenrückführung vom Asteroiden (469219) Kamoʻoalewa; Weiterflug zum Kometen  311P/PANSTARRS

## Geplante Missionen
Die angegebenen Startzeitpunkte verstehen sich als vorläufiger Zieltermin unter optimistischen Annahmen. Meist dauern Entwicklung und Bau der Raumfahrzeuge länger als geplant und sie starten erst später, unter Umständen um mehrere Jahre.
2025
- IMAP – Sonnenorbiter am L1-Punkt der Erdbahn, Untersuchung der Heliosphäre
- SWFO-L1 – Überwachung des Weltraumwetters, Start mit IMAP[11]
- Escapade – zwei Marssonden
- Griffin Mission One – CLPS-Testflug des Mondlanders Griffin
- (privat) Blue Moon MK1 Pathfinder – Testflug eines Mondlanders von Blue Origin[12][13]

2026

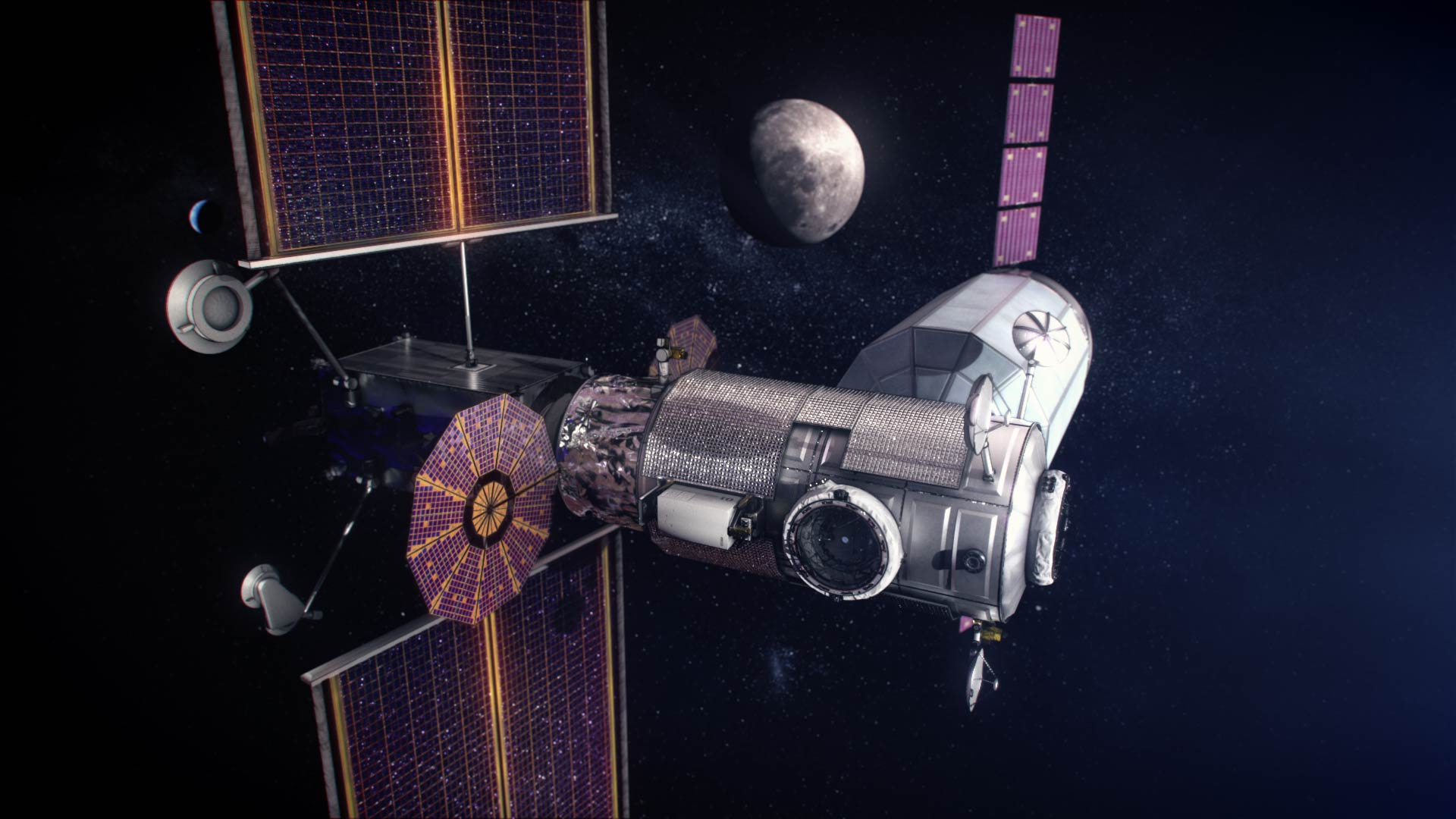
Lunar Orbital Platform-Gateway

- IM-3 – dritte Landung eines „Nova-C“-CLPS-Mondlanders
  -  (privat) Khon1 – Relaissatellit im Mondorbit, Start mit IM-3[14]
- Chang’e 7 – Mondorbiter, -lander, -rover und -Fluggerät
- Artemis 2 – erster bemannter Flug des Orion-Raumschiffs, bemannter Mondorbiter
- Plato – Weltraumteleskop (Suche nach extrasolaren Planeten)
- MMX – Marsorbiter und Probenrückführung von Phobos
- (privat) Venus Life Finder – Venus-Atmosphärensonde[15][16]
- Blue Ghost Mission 2 – zweite CLPS-Mission des Mondlanders von Firefly Aerospace, Landung auf der Mondrückseite,[17] mit Rover Raschid 2 der Vereinigten Arabischen Emirate[18]
- Lunar Pathfinder – Mondorbiter, Start mit Blue Ghost 2[17]
- Griffin Mission Two – CLPS-Mondlander[19]
- unbemannte Probe-Mondlandung der Starship-Fähre[20]
- (privat) Blue Moon MK1 SN002 – Mondlander von Blue Origin[21]
- Xuntian-Teleskop – 2026 – Weltraumteleskop (UV, sichtbares Licht, Nahinfrarot)[22]
- Lunar Orbital Platform-Gateway – frühestens 2026 – Mondraumstation[23]
- Axiom-Station – Ende 2026 – erstes Modul einer für die 2030er Jahre geplanten Raumstation[24]

2027
- IM-4 – vierte Landung eines „Nova-C“-CLPS-Mondlanders
  -  (privat) Khon2 und -3 – Relaissatelliten im Mondorbit, Start mit IM-4[14]
- CP-12 – Landung des Mondlanders Apex 1.0 auf der Mondrückseite (CLPS-Mission)[25]
  -  (privat) Alpine und Lupine – Relaissatelliten im Mondorbit, Start mit Apex 1.0[25]
- Nancy Grace Roman Space Telescope – Infrarot-Weltraumteleskop[26]
- COSI – Weltraumteleskop (Gammastrahlung)
- Einschlag auf dem Asteroiden 2015 XF261 zu dessen Bahnablenkung[27]
- NEO Surveyor – Weltraumteleskop zur Überwachung erdnaher Asteroiden[28]
- erster bemannter Flug des Gaganyaan-Raumschiffs, erster bemannter indischer Raumflug[29]
- Artemis 3 – bemannte Landung in der Mondsüdpolregion
- Luna 26 (Luna-Resurs-Orbiter) – Mondorbiter
- Chandrayaan-4 – Probenrückführung vom Mond[30]

2028

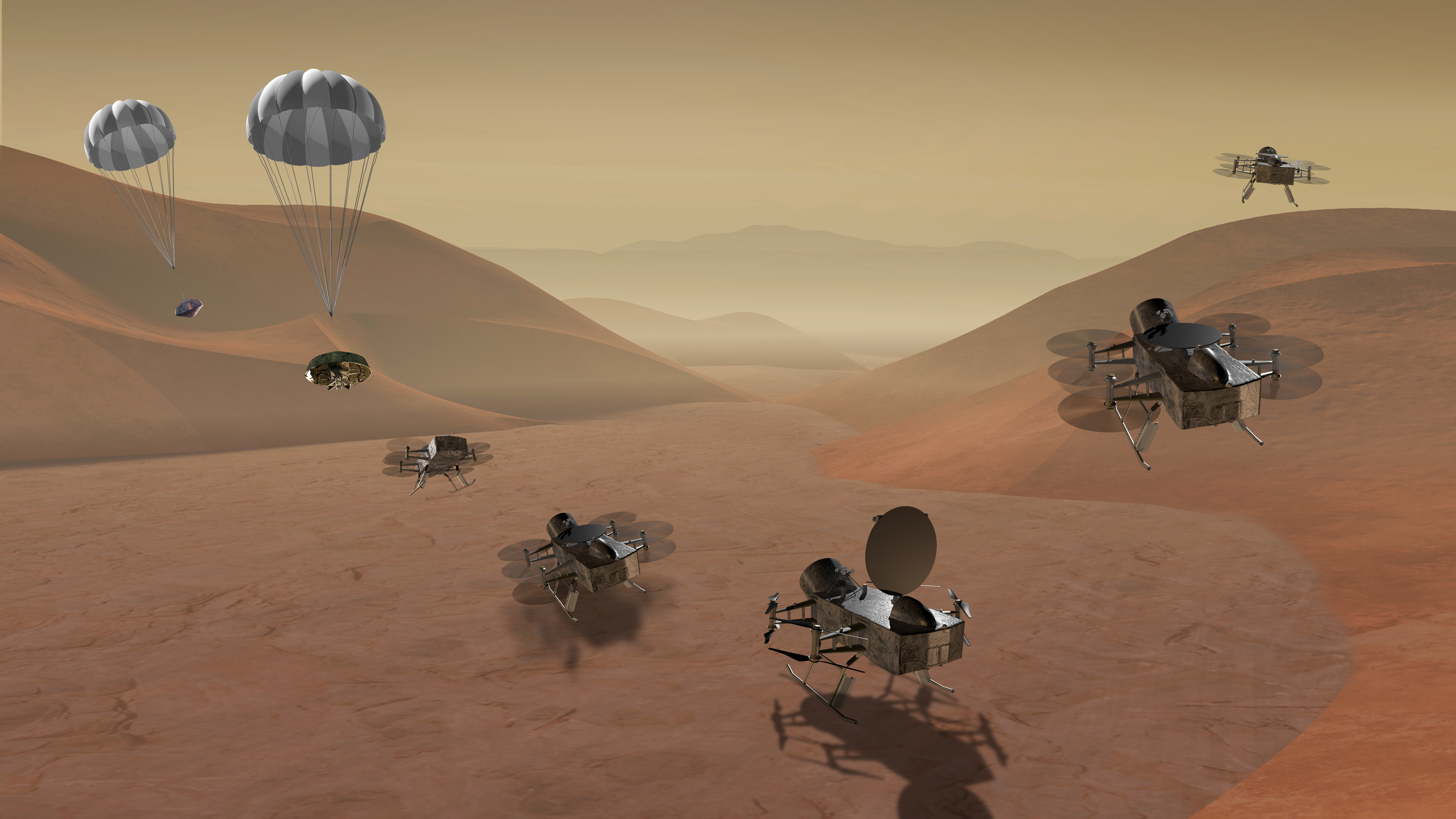
Dragonfly – Landung auf Titan

- Chang’e 8 – Mondlander, -rover und -Fluggerät; Erprobung von Technologien zur Errichtung von Gebäuden auf dem Mond[31][32]
- Tianwen-3 – Probenrückführung vom Mars[33]
- Xihe 2 – Sonnenobservatorium
- Destiny+ – Vorbeiflug am Asteroiden (3200) Phaethon
- Blue Ghost Mission 3 – dritte CLPS-Mission des Mondlanders von Firefly Aerospace, Landung im Gruithuisen-Gebirge[34]
- Shukrayaan-1 – Venusorbiter, erste indische Venusmission
- Dragonfly – Landung eines Quadcopters auf dem Saturnmond Titan Mitte der 2030er Jahre
- Artemis 4 – bemannter Modultransport zum Lunar Orbital Platform-Gateway und bemannte Mondlandung
- unbemannte Probe-Mondlandung der Blue-Moon-Fähre[13]
- MBR Explorer – Venus- und Asteroidensonde[35]
- Ramses – Sonde zum Asteroiden Apophis[36]
- erster bemannter Flug des Raumschiffs Federazija/Orel[37]
- Chandrayaan-5 (Lupex) – 2028–2029 – Mondpolerkundung mit Rover[38]

2029
- Luna 27A (Luna-Resurs Lander) – Mondlander
- Ariel – Weltraumteleskop (Suche nach extrasolaren Planeten)
- Comet Interceptor – Sonde zu einem Kometen oder interstellaren Objekt; Start gemeinsam mit Ariel
- Solar Polar Orbit Observatory – polarer Sonnenorbiter[39]
- Tianwen-4 – Mehrkomponentensonde zur Erforschung des Jupiters und vor allem seines vierten Mondes Kallisto, der äußeren Planeten und der Heliopause[40]
- Blue Ghost Mission 4 – vierte CLPS-Mission des Mondlanders von Firefly Aerospace, Landung am Südpol mit zwei Rovern, davon einer aus Kanada[41]
- – vor 2030  – erste bemannte chinesische Mondlandung[42]

2030
- Luna 27B – Mondlander
- Artemis 5 – bemannter Modultransport zum Lunar Orbital Platform-Gateway und bemannte Mondlandung[43]
- DAVINCI – 2030 – Sonde zur Untersuchung der Venusatmosphäre
- Spektr-UV – 2030 – Weltraumteleskop (UV-Strahlung)

2031
- Artemis 6 – bemannter Modultransport zum Lunar Orbital Platform-Gateway und bemannte Mondlandung[43]
- Veritas – Venusorbiter[44]
- Argonet – Mondlander[45]
- EnVision – 2031–2033 – Venusorbiter[46]

2035
- LISA – 2035 – Gravitationswellendetektor[47]

## Missionsvorschläge
Die folgenden Angaben basieren im Wesentlichen auf Ankündigungen oder Absichtserklärungen in der Presse. Es handelt sich um Konzeptstudien und Projekte ohne gesicherte Finanzierung. Alle Jahreszahlen geben einen pro forma angestrebten Startzeitraum an, der nur selten tatsächlich realisierbar ist.
2026
- Astrobotic-Mondlandung (privat)
- Herakles – Mondlander und -rover, Probenrückführung vom Schrödinger-Krater[48]
- Roo-ver – Mondrover[49]
- (privat) Haven-1 – Raumstation[50]
- (privat) – 2026–2029 – Marsorbiter und -lander des Unternehmens Impulse Space[51]
- Venus Habitability Mission – Venusballon[52]

2027
- eine weitere CLPS-Mondlandung[43]
- TSC-2 – Mondorbiter[53]
- (privat) Orbital Reef – Raumstation
- (privat) Voyager-Station – Raumstation als Weltraumhotel
- (privat) Hakuto-R M6 – Mondlander[54]
- (privat) ZeusX – Mondlander[55][56]
- Russische Orbitalstation – Raumstation[57]

2028
- Ramses – Mission zum Asteroiden Apophis
- Erde 2.0 – Weltraumteleskop zur Suche nach Exoplaneten[58]
- eine weitere CLPS-Mondlandung[43]
- (privat) unbemannter Marsflug mit dem Starship – spätestens 2028[59]
- ExoMars Rosalind Franklin – frühestens 2028[60] – Marsrover
- Exoworlds – Untersuchung von Exoplaneten[61][62]
- Untersuchung mehrerer Hauptgürtelasteroiden[63]
- (privat) Starlab – Raumstation[64]

2029
- sechs CLPS-Mondlandungen[43]
- Venera-D – Venusorbiter und -lander[65]
- Mondlander[66]
- (privat) – erster bemannter Marsflug mit dem Starship[59]
- Atmosphärenprobenrückführung von der Venus[52]

2030
- Spektr-M – Weltraumteleskop (Infrarotstrahlung),[67] internationale Kooperation angestrebt[68]
- Luna 28 – Probenrückführung vom Mond[69]

2031
- Veritas – Venusorbiter[70][71][72]
- erster Uranusorbiter mit erster Uranusatmosphärensonde – frühestens Anfang der 2030er[73]
- Aufbau einer Mondbasis[74]
- Marsorbiter, Erprobung eines Atmosphäreneinfangs – frühestens Anfang der 2030er[75]

2032
- Artemis 7 – bemannte Mondlandung[43]
- Taiji – Gravitationswellendetektor
- Mondlander und -rover[76][77]

2033
- Probenrückführung aus der Venusatmospähre[78]

2035
- Athena – Röntgen-Weltraumteleskop[79][80]
- Bharatiya-Antariksha-Station – erste indische Raumstation[81][82]

2036–2040
- um 2038 – Einrichtung einer (umbemannten?) Mars-Forschungsstation[78]
- um 2039 – Neptun- und Triton-Sonde[78]
- spätestens 2040 – bemannte Mondlandung[81][82]

## Galerie
Es ist jeweils das Datum des Ereignisses angegeben.

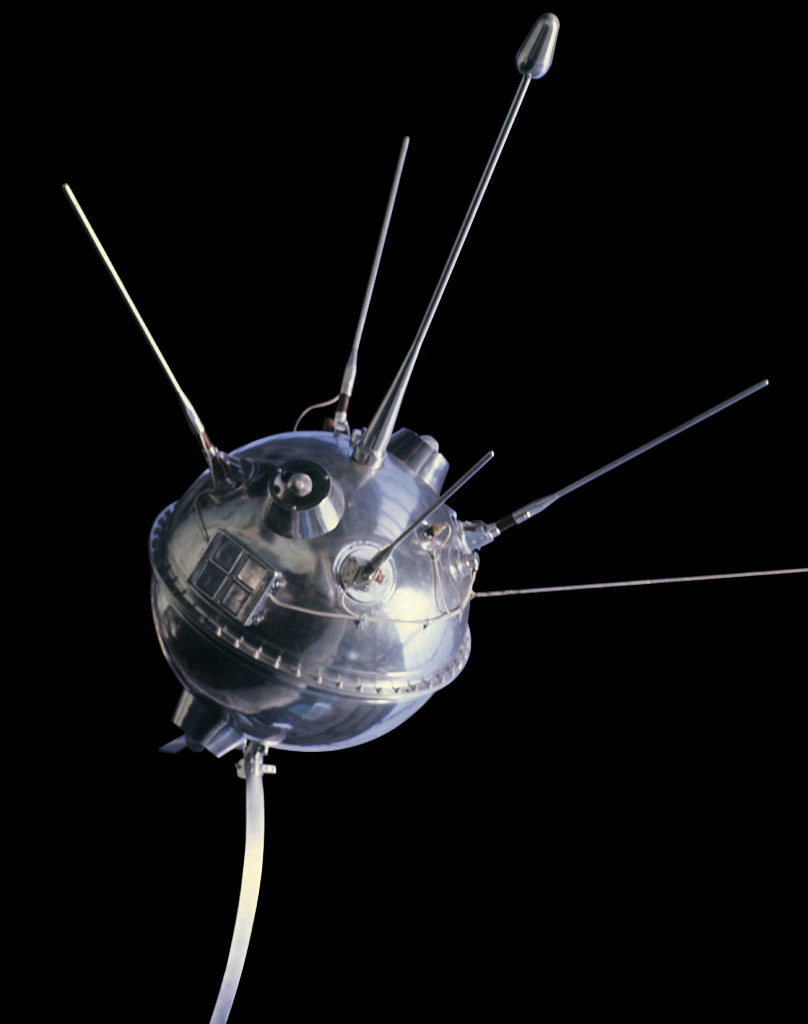
Luna 1 Erster Vorbeiflug am Mond (1959)
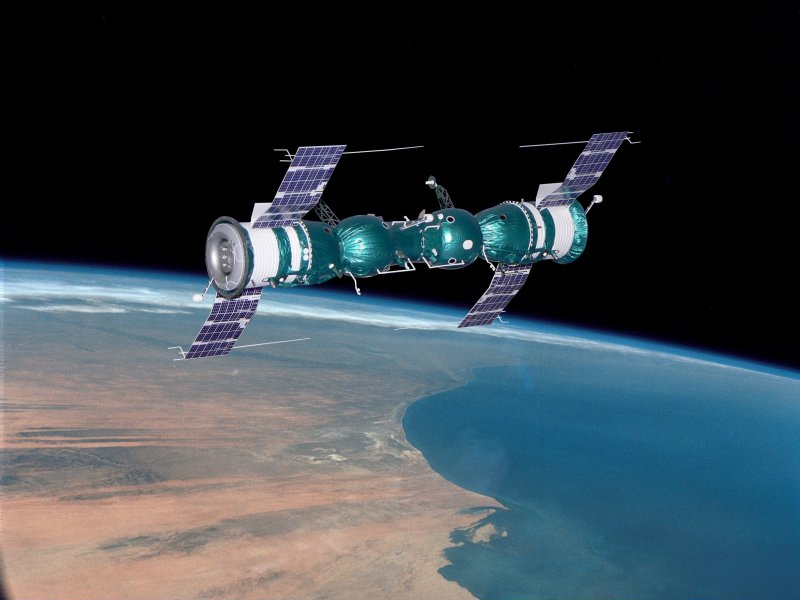
Sojus 4 und Sojus 5 Erste Kopplung zweier bemannter Raumschiffe (1969)
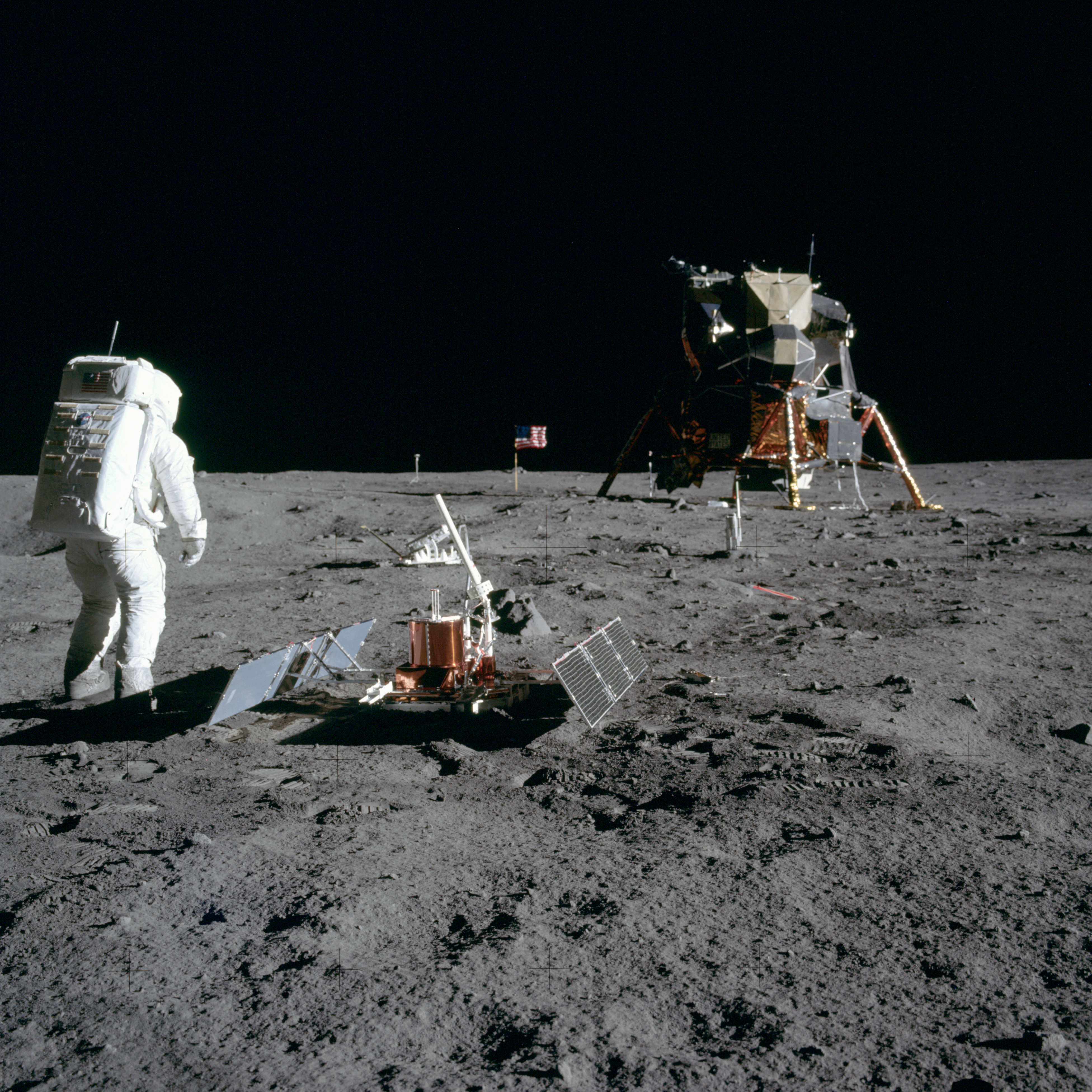
Apollo 11 Erste bemannte Mondlandung und erste Proben vom Mond auf die Erde gebracht (1969)
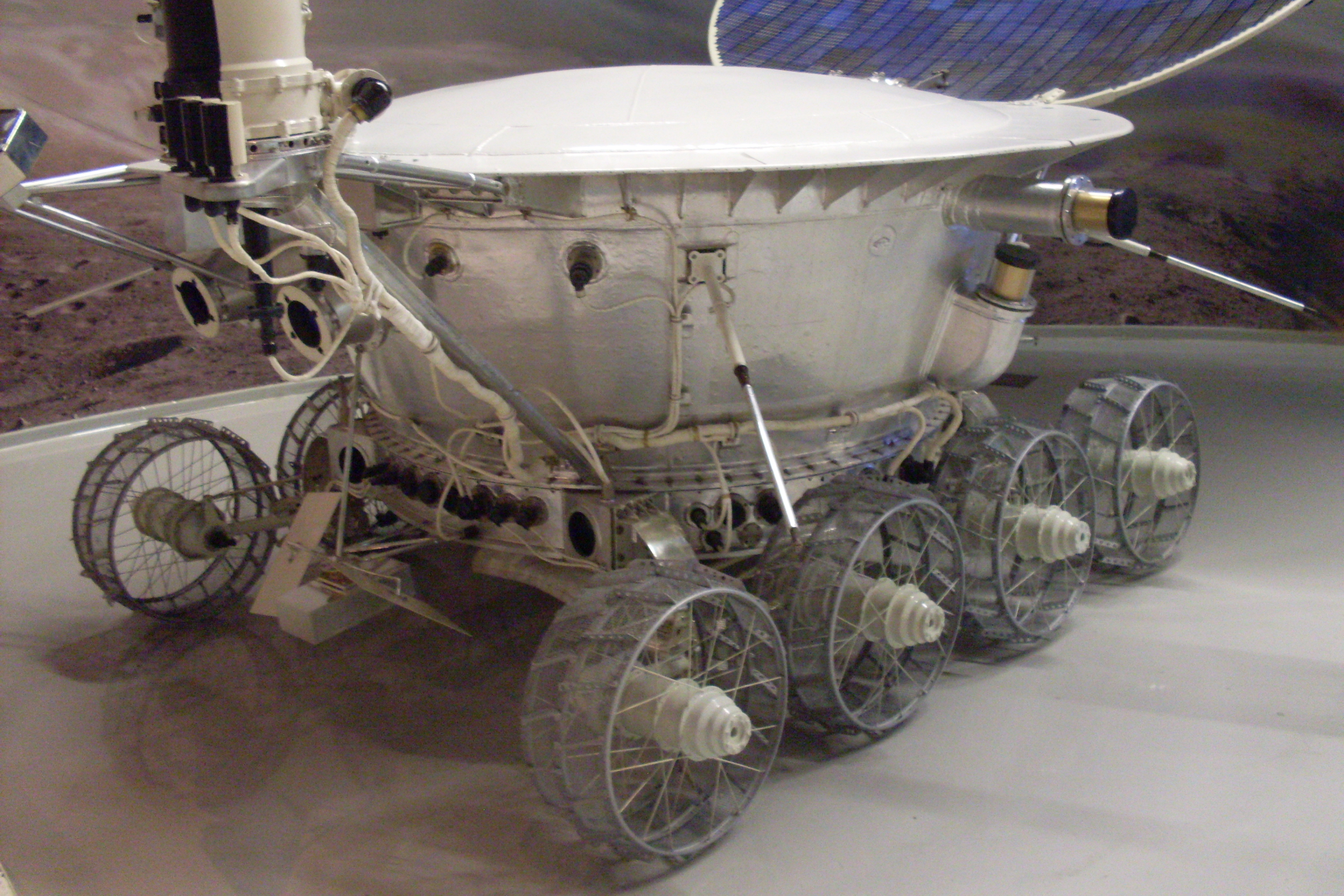
Lunochod 1 Erster Mondrover (1970)
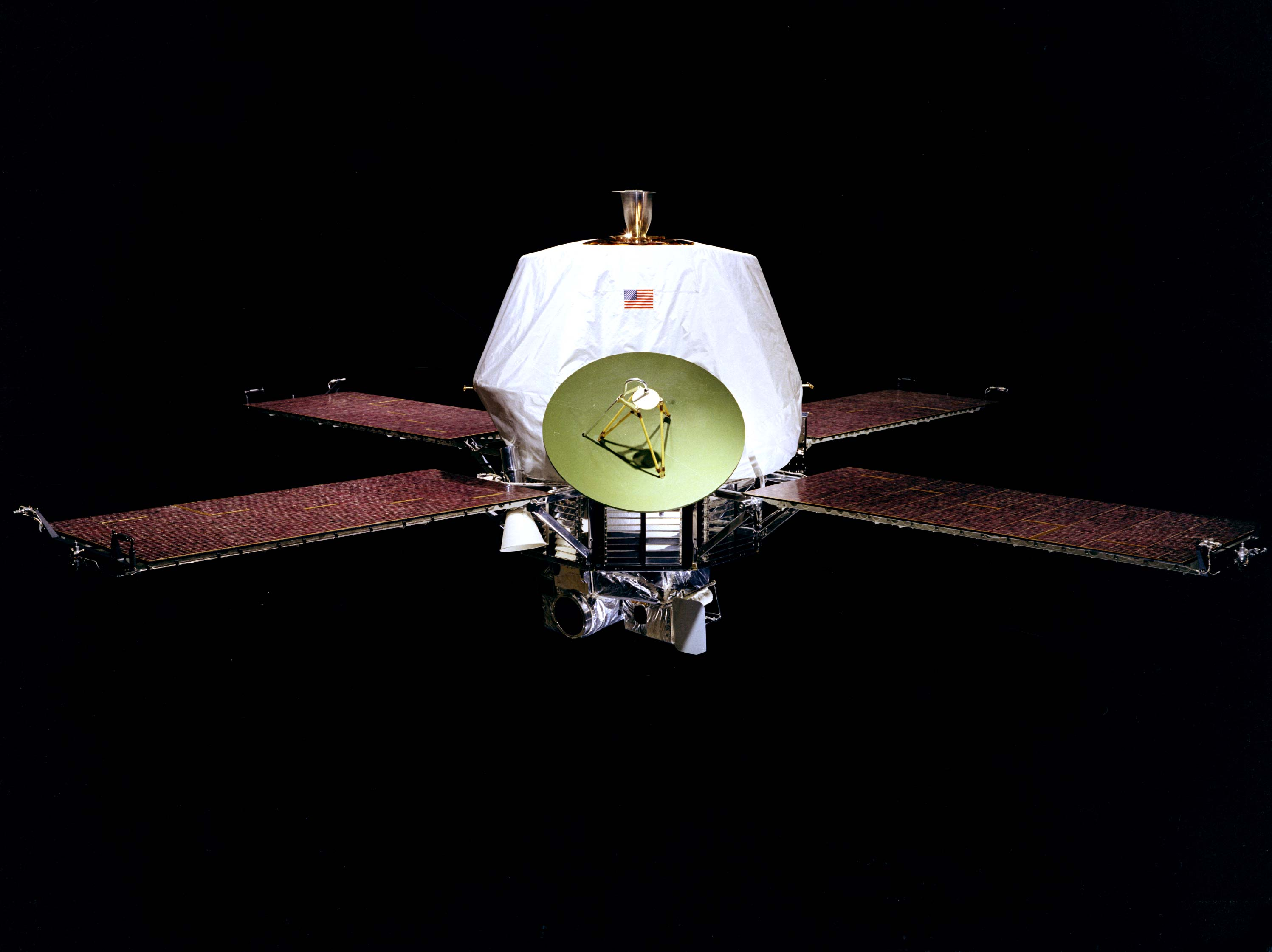
Mariner 9 Erster Marsorbiter (1971)
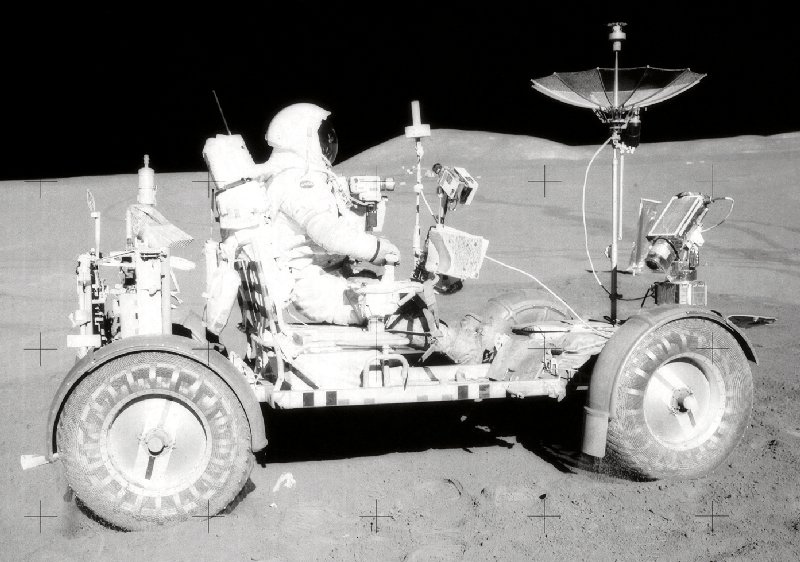
Apollo 16 Erste Automobilfahrt auf einem anderen Himmelskörper (1972)
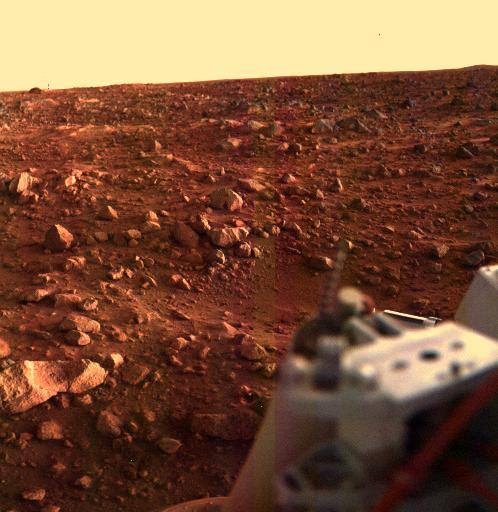
Viking 1 Erste weiche Marslandung (1976)
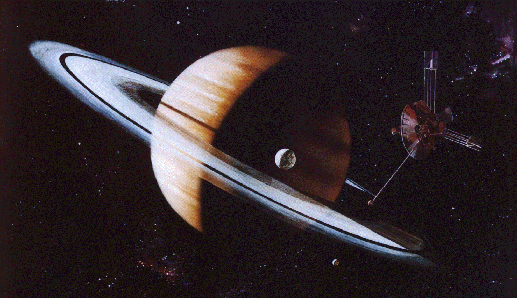
Pioneer 11 Erster Vorbeiflug am Saturn (1979)
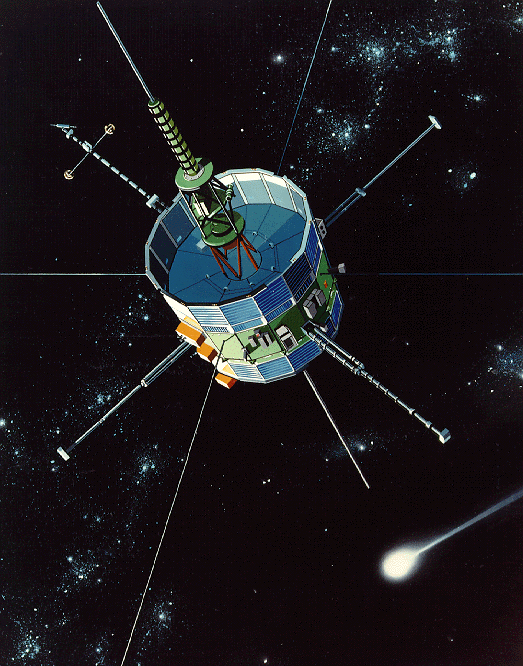
International Cometary Explorer Erster Vorbeiflug an einem Kometen (1985)
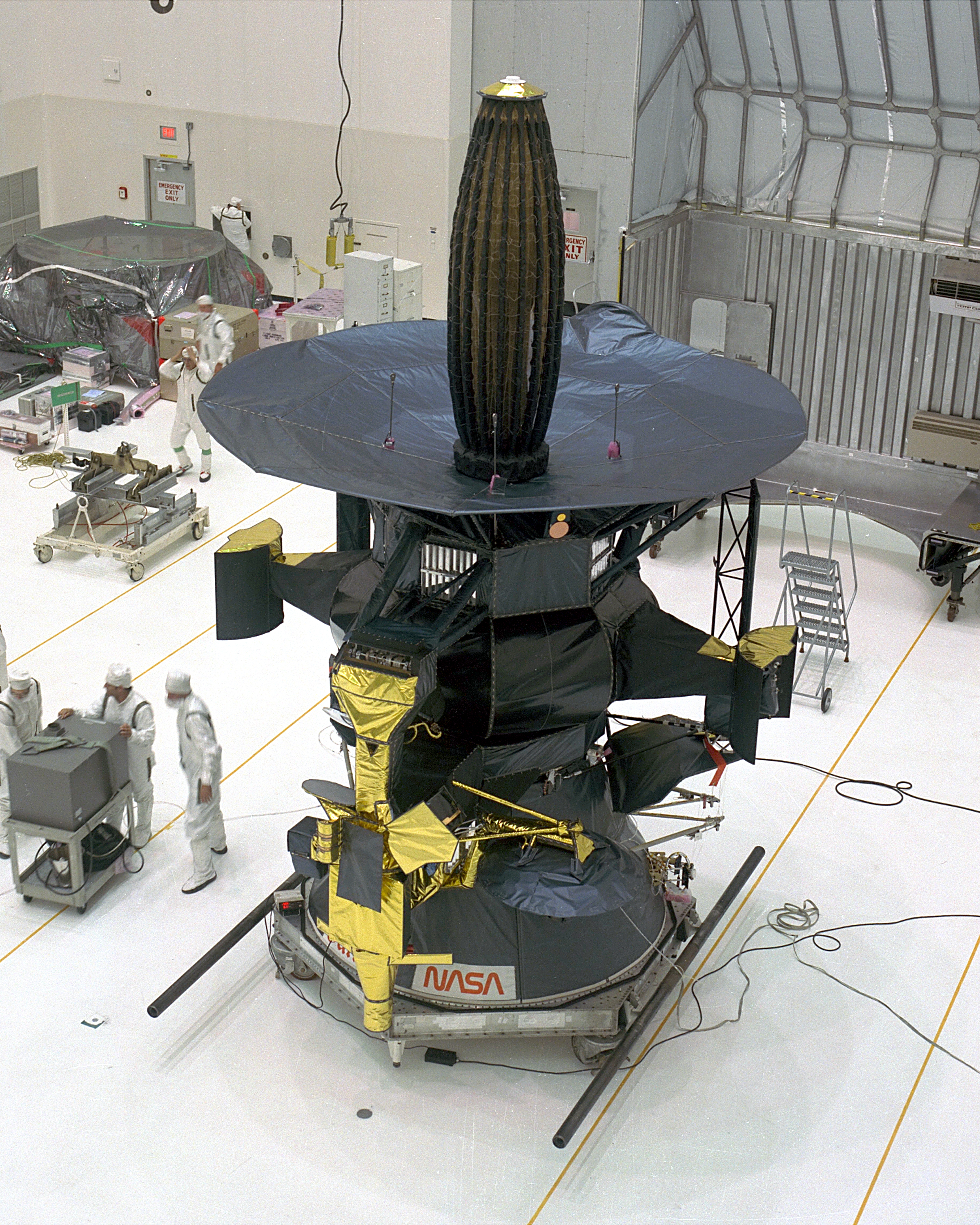
Galileo Erster Vorbeiflug an einem Asteroiden Entdeckung des ersten Asteroidenmondes Erster Jupiterorbiter (1993/94)
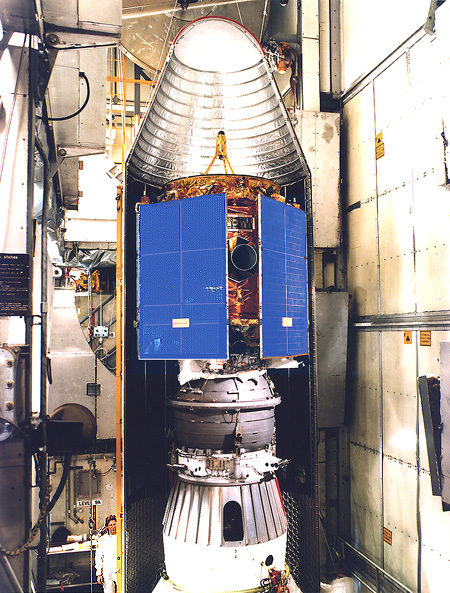
NEAR Shoemaker Erster Asteroidenorbiter Erste Landung auf einem Asteroiden (2000/2001)
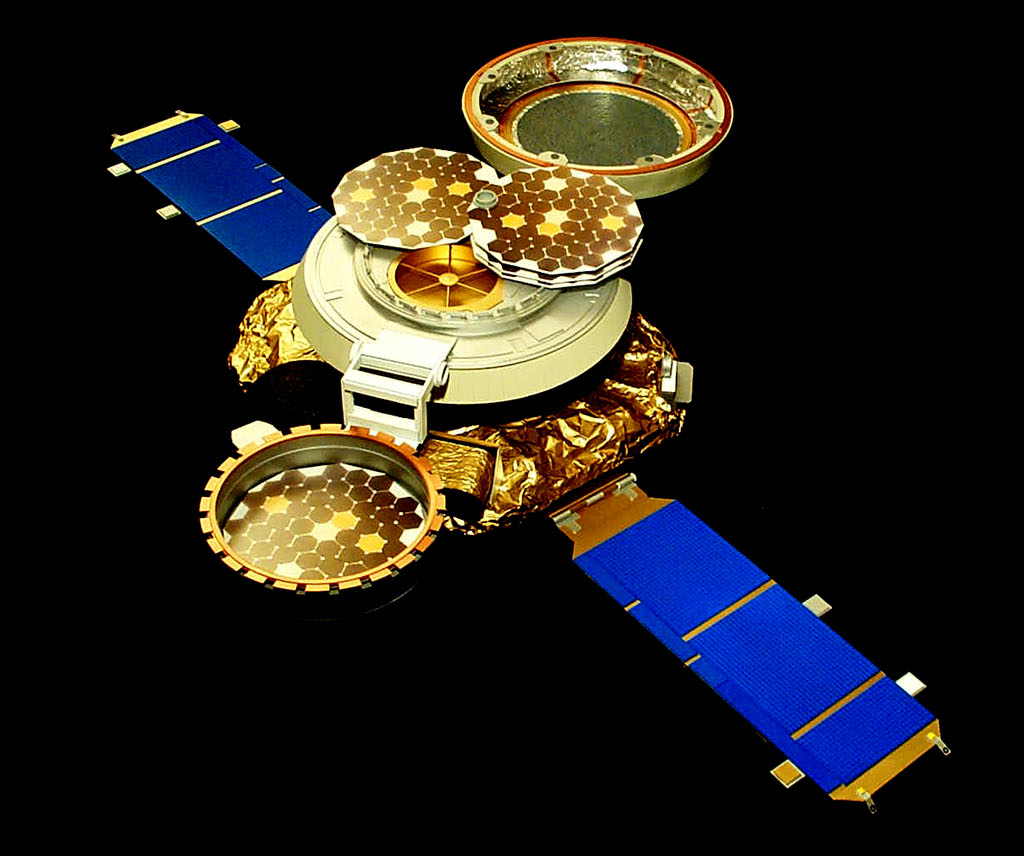
Genesis Erste Probennahme des Sonnenwindes (2001–2004)
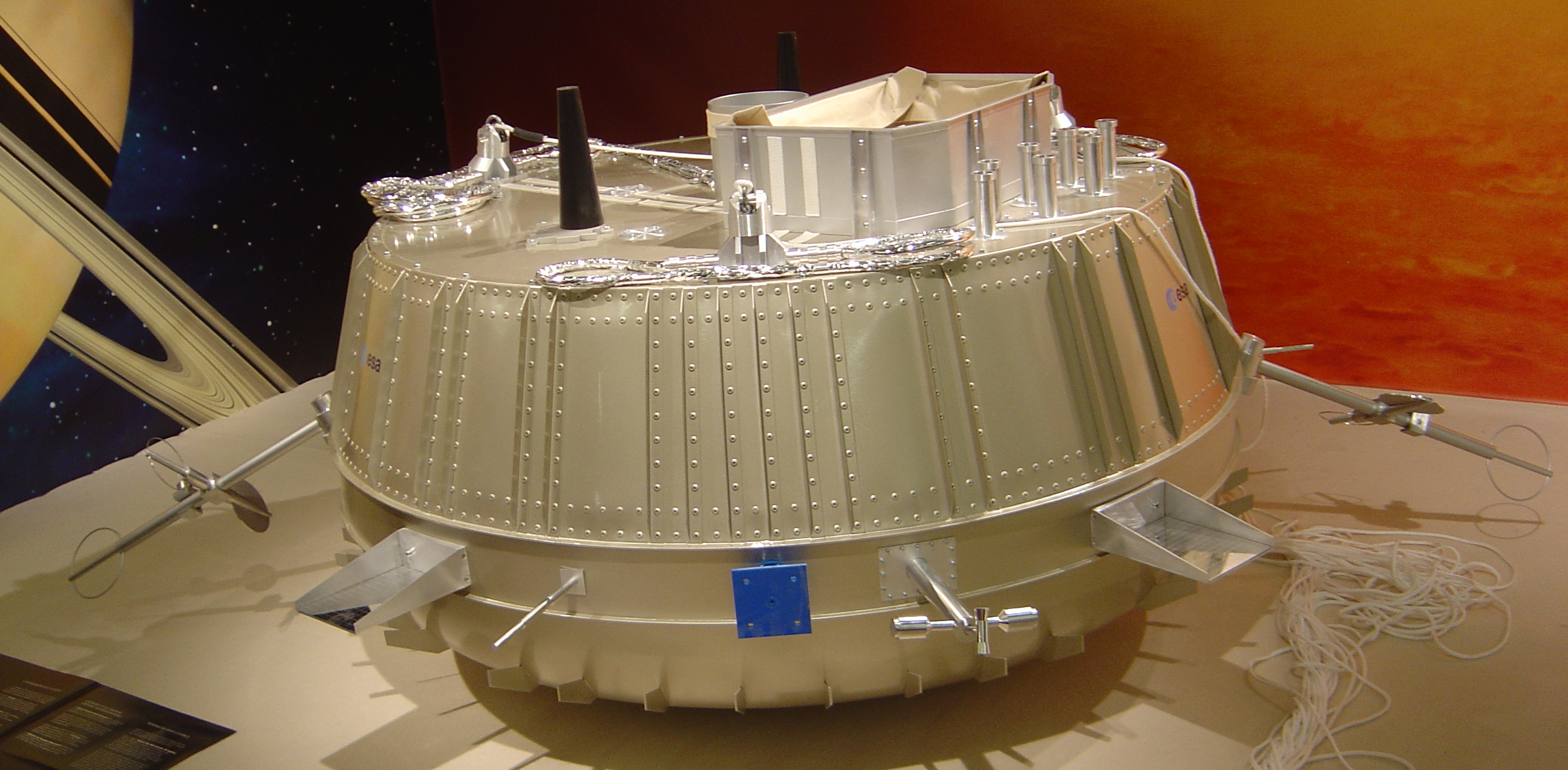
Huygens Erste Landung auf Titan (2005)
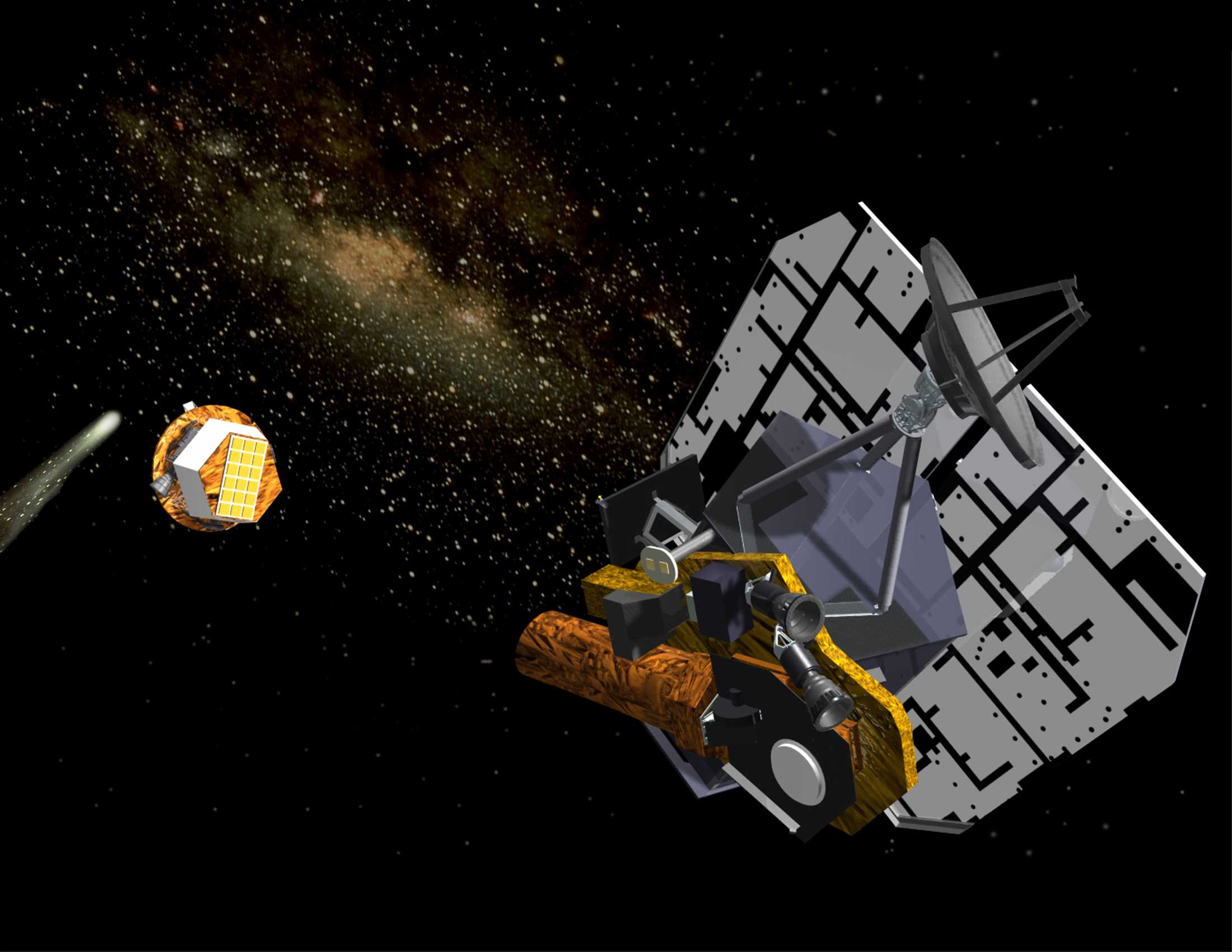
Deep Impact Erster Aufschlag auf einem Kometen (2005)
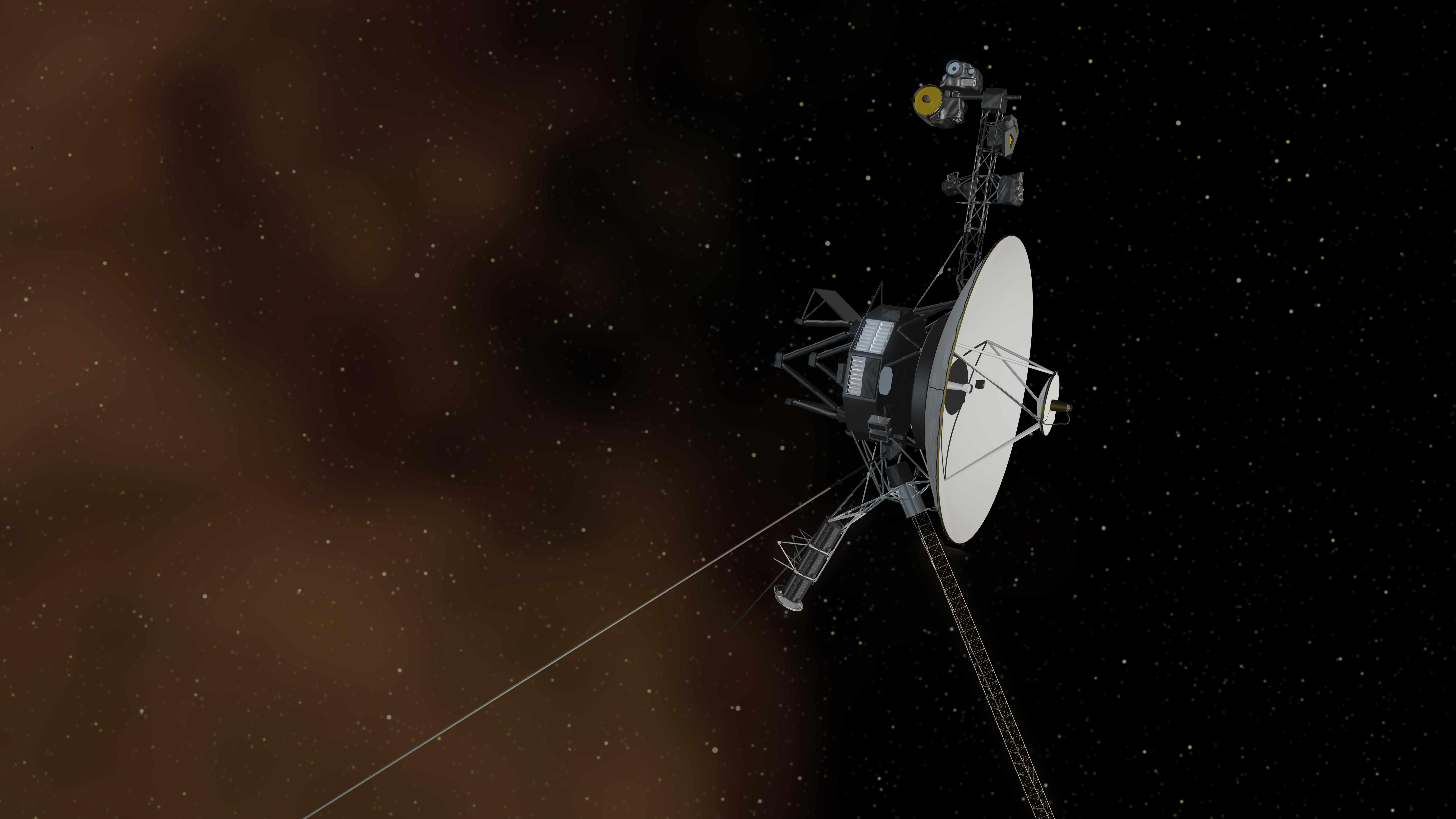
Voyager 1 Erstes menschengemachtes Objekt im interstellaren Raum (2012)
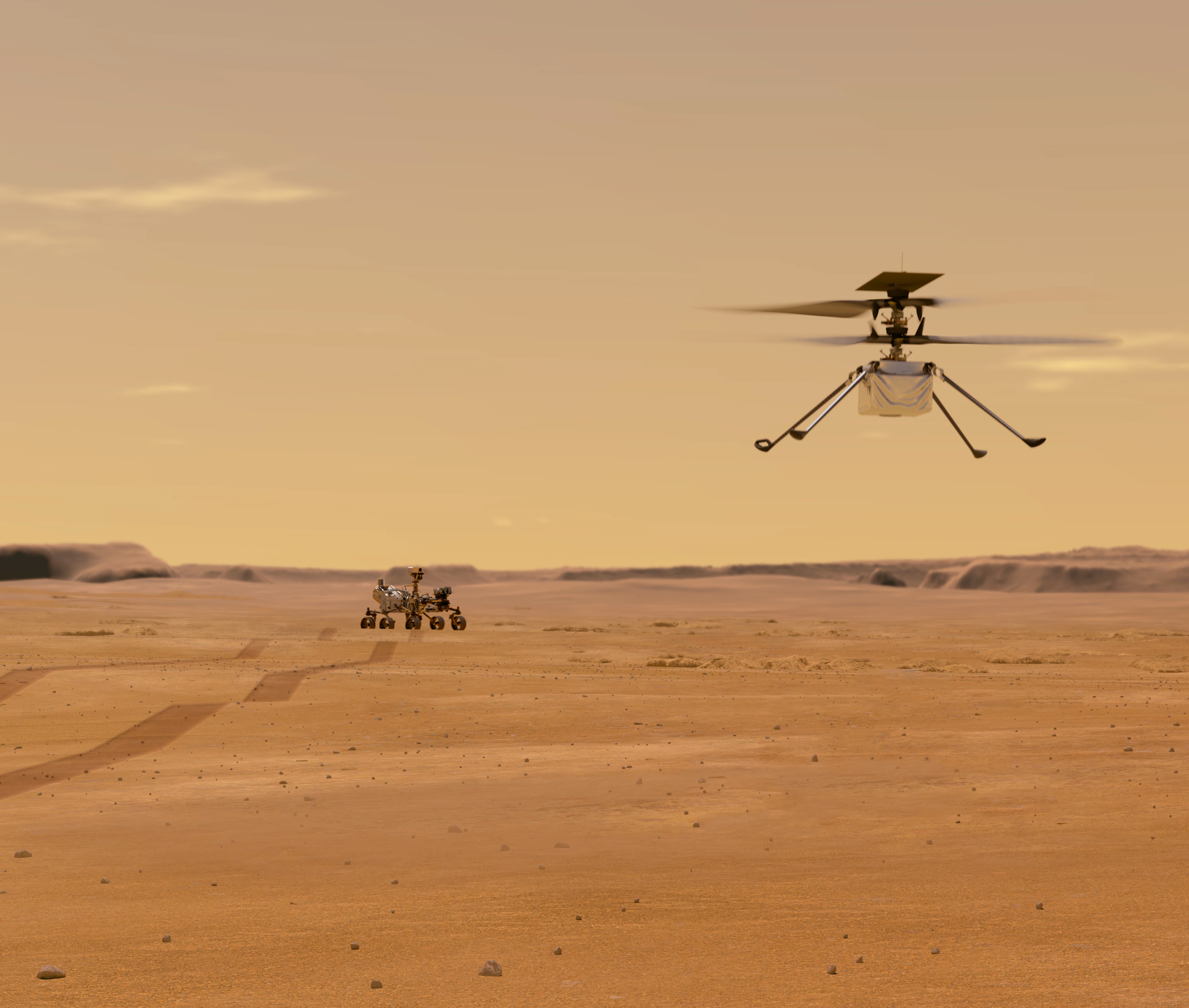
Marshelikopter Ingenuity und Rover Perseverance der Mars-2020-Mission Erster Helikopterflug auf einem anderen Himmelskörper (2021)